# Lista över fornlämningar i Lidköpings kommun
Lista över fornlämningar i Lidköpings kommun är en förteckning av ett urval av de fornlämningar som finns i Lidköpings kommun.

## Friel
| Namn                        | Lämningstyp                 | Tillkomsttid | Historisk indelning  | Plats | Läge                 | ID-nr          | Bild                                 |
| --------------------------- | --------------------------- | ------------ | -------------------- | ----- | -------------------- | -------------- | ------------------------------------ |
| Varsbergskullen (Friel 1:1) | Hög                         |              | Friel, Västergötland |       | 58.434473, 12.787856 | 10189700010001 | Ladda upp en bild av detta fornminne |
| Varsbergskullen (Friel 1:2) | Hällristning                |              | Friel, Västergötland |       | 58.434491, 12.788036 | 10189700010002 | Ladda upp en bild av detta fornminne |
| Varsbergskullen (Friel 1:3) | Grav markerad av sten/block |              | Friel, Västergötland |       | 58.434413, 12.788028 | 10189700010003 | Ladda upp en bild av detta fornminne |
| Brännvinskullen (Friel 2:1) | Hög                         |              | Friel, Västergötland |       | 58.447044, 12.791543 | 10189700020001 | Ladda upp en bild av detta fornminne |
| Friel 4:1                   | Gravfält                    |              | Friel, Västergötland |       | 58.450897, 12.779915 | 10189700040001 | Ladda upp en bild av detta fornminne |
| Friel 7:1                   | Grav markerad av sten/block |              | Friel, Västergötland |       | 58.461698, 12.801572 | 10189700070001 | Ladda upp en bild av detta fornminne |
| Friel 7:2                   | Grav markerad av sten/block |              | Friel, Västergötland |       | 58.461681, 12.801416 | 10189700070002 | Ladda upp en bild av detta fornminne |
| Friel 8:1                   | Gravfält                    |              | Friel, Västergötland |       | 58.457661, 12.768698 | 10189700080001 | Ladda upp en bild av detta fornminne |
| Friel 9:1                   | Grav markerad av sten/block |              | Friel, Västergötland |       | 58.482230, 12.764295 | 10189700090001 | Ladda upp en bild av detta fornminne |
| Friel 10:1                  | Stensättning                |              | Friel, Västergötland |       | 58.481813, 12.765519 | 10189700100001 | Ladda upp en bild av detta fornminne |
| Friel 11:1                  | Stensättning                |              | Friel, Västergötland |       | 58.473018, 12.765468 | 10189700110001 | Ladda upp en bild av detta fornminne |
| Friel 12:1                  | Stensättning                |              | Friel, Västergötland |       | 58.448887, 12.810922 | 10189700120001 | Ladda upp en bild av detta fornminne |
| Friel 17:1                  | Hällristning                |              | Friel, Västergötland |       | 58.462345, 12.777608 | 10189700170001 | Ladda upp en bild av detta fornminne |
| Friel 18:3                  | Hällristning                |              | Friel, Västergötland |       | 58.459774, 12.780181 | 10189700180003 | Ladda upp en bild av detta fornminne |
| Friel 21:1                  | Hällristning                |              | Friel, Västergötland |       | 58.439870, 12.781199 | 10189700210001 | Ladda upp en bild av detta fornminne |
| Friel 21:2                  | Hällristning                |              | Friel, Västergötland |       | 58.439803, 12.781183 | 10189700210002 | Ladda upp en bild av detta fornminne |
| Friel 21:3                  | Hällristning                |              | Friel, Västergötland |       | 58.439744, 12.781184 | 10189700210003 | Ladda upp en bild av detta fornminne |
| Friel 21:4                  | Hällristning                |              | Friel, Västergötland |       | 58.439763, 12.781313 | 10189700210004 | Ladda upp en bild av detta fornminne |
| Friel 24:1                  | Hällristning                |              | Friel, Västergötland |       | 58.444260, 12.780093 | 10189700240001 | Ladda upp en bild av detta fornminne |
| Friel 25:1                  | Hällristning                |              | Friel, Västergötland |       | 58.430109, 12.785218 | 10189700250001 | Ladda upp en bild av detta fornminne |
| Friel 25:2                  | Hällristning                |              | Friel, Västergötland |       | 58.430016, 12.785225 | 10189700250002 | Ladda upp en bild av detta fornminne |
| Friel 27:1                  | Stensättning                |              | Friel, Västergötland |       | 58.442230, 12.801022 | 10189700270001 | Ladda upp en bild av detta fornminne |
| Friel 27:2                  | Stensättning                |              | Friel, Västergötland |       | 58.442612, 12.800984 | 10189700270002 | Ladda upp en bild av detta fornminne |
| Friel 29:1                  | Stensättning                |              | Friel, Västergötland |       | 58.440598, 12.805483 | 10189700290001 | Ladda upp en bild av detta fornminne |
| Friel 30:1                  | Hög                         |              | Friel, Västergötland |       | 58.444450, 12.807541 | 10189700300001 | Ladda upp en bild av detta fornminne |
| Friel 31:1                  | Gravfält                    |              | Friel, Västergötland |       | 58.444386, 12.783546 | 10189700310001 | Ladda upp en bild av detta fornminne |

## Gillstad
| Namn          | Lämningstyp  | Tillkomsttid | Historisk indelning     | Plats | Läge                 | ID-nr          | Bild                                 |
| ------------- | ------------ | ------------ | ----------------------- | ----- | -------------------- | -------------- | ------------------------------------ |
| Gillstad 3:1  | Stensättning |              | Gillstad, Västergötland |       | 58.449769, 12.948410 | 10190700030001 | Ladda upp en bild av detta fornminne |
| Gillstad 4:1  | Stensättning |              | Gillstad, Västergötland |       | 58.449218, 12.947885 | 10190700040001 | Ladda upp en bild av detta fornminne |
| Gillstad 6:1  | Stensättning |              | Gillstad, Västergötland |       | 58.423473, 12.951253 | 10190700060001 | Ladda upp en bild av detta fornminne |
| Gillstad 7:1  | Stenkrets    |              | Gillstad, Västergötland |       | 58.425964, 12.949912 | 10190700070001 | Ladda upp en bild av detta fornminne |
| Gillstad 9:1  | Stenkrets    |              | Gillstad, Västergötland |       | 58.443303, 12.927923 | 10190700090001 | Ladda upp en bild av detta fornminne |
| Gillstad 9:2  | Stenkrets    |              | Gillstad, Västergötland |       | 58.443367, 12.927634 | 10190700090002 | Ladda upp en bild av detta fornminne |
| Gillstad 9:3  | Stenkrets    |              | Gillstad, Västergötland |       | 58.443517, 12.927794 | 10190700090003 | Ladda upp en bild av detta fornminne |
| Gillstad 10:1 | Stensättning |              | Gillstad, Västergötland |       | 58.441969, 12.927757 | 10190700100001 | Ladda upp en bild av detta fornminne |
| Gillstad 10:2 | Stensättning |              | Gillstad, Västergötland |       | 58.442120, 12.927927 | 10190700100002 | Ladda upp en bild av detta fornminne |

## Gösslunda
| Namn                             | Lämningstyp  | Tillkomsttid | Historisk indelning      | Plats | Läge                 | ID-nr          | Bild                                      |
| -------------------------------- | ------------ | ------------ | ------------------------ | ----- | -------------------- | -------------- | ----------------------------------------- |
| Gösslunda 1:1                    | Stenkrets    |              | Gösslunda, Västergötland |       | 58.533864, 13.102449 | 10191400010001 | Ladda upp en bild av detta fornminne      |
| Gösslunda 1:2                    | Stensättning |              | Gösslunda, Västergötland |       | 58.533588, 13.102921 | 10191400010002 | Ladda upp en bild av detta fornminne      |
| Gösslunda 1:3                    | Stensättning |              | Gösslunda, Västergötland |       | 58.533888, 13.102890 | 10191400010003 | Ladda upp en bild av detta fornminne      |
| Vg 18 (Gösslunda 4:1)            | Runristning  |              | Gösslunda, Västergötland |       | 58.550633, 13.082862 | 10191400040001 | Ladda upp en till bild av detta fornminne |
| Gösslunda 4:2                    | Runristning  |              | Gösslunda, Västergötland |       | 58.550810, 13.082894 | 10191400040002 | Ladda upp en bild av detta fornminne      |
| Gösslunda 6:1                    | Gravfält     |              | Gösslunda, Västergötland |       | 58.547642, 13.080704 | 10191400060001 | Ladda upp en bild av detta fornminne      |
| Gösslunda 8:1                    | Stensättning |              | Gösslunda, Västergötland |       | 58.549924, 13.055134 | 10191400080001 | Ladda upp en bild av detta fornminne      |
| Gösslunda 8:2                    | Stensättning |              | Gösslunda, Västergötland |       | 58.549673, 13.054996 | 10191400080002 | Ladda upp en bild av detta fornminne      |
| Vg 20 (Gösslunda 12:1)           | Runristning  |              | Gösslunda, Västergötland |       | 58.545837, 13.069205 | 10191400120001 | Ladda upp en till bild av detta fornminne |
| Gösslunda 15:1                   | Gravfält     |              | Gösslunda, Västergötland |       | 58.530802, 13.055488 | 10191400150001 | Ladda upp en bild av detta fornminne      |
| Gösslunda 17:1                   | Gravfält     |              | Gösslunda, Västergötland |       | 58.554197, 13.075486 | 10191400170001 | Ladda upp en bild av detta fornminne      |
| Gösslunda 18:1                   | Stensättning |              | Gösslunda, Västergötland |       | 58.556650, 13.071380 | 10191400180001 | Ladda upp en bild av detta fornminne      |
| Gösslunda 19:1                   | Gravfält     |              | Gösslunda, Västergötland |       | 58.549057, 13.045796 | 10191400190001 | Ladda upp en bild av detta fornminne      |
| Gösslunda 20:1                   | Gravfält     |              | Gösslunda, Västergötland |       | 58.558679, 13.057803 | 10191400200001 | Ladda upp en bild av detta fornminne      |
| Gösslunda 21:1                   | Gravfält     |              | Gösslunda, Västergötland |       | 58.559846, 13.054978 | 10191400210001 | Ladda upp en bild av detta fornminne      |
| Gösslunda 22:1                   | Stensättning |              | Gösslunda, Västergötland |       | 58.558088, 13.068261 | 10191400220001 | Ladda upp en bild av detta fornminne      |
| Gösslunda 22:2                   | Stensättning |              | Gösslunda, Västergötland |       | 58.558269, 13.068311 | 10191400220002 | Ladda upp en bild av detta fornminne      |
| Gösslunda 22:3                   | Stensättning |              | Gösslunda, Västergötland |       | 58.558443, 13.068320 | 10191400220003 | Ladda upp en bild av detta fornminne      |
| Gösslunda 23:1                   | Stensättning |              | Gösslunda, Västergötland |       | 58.539653, 13.063309 | 10191400230001 | Ladda upp en bild av detta fornminne      |
| Gösslunda 27:1                   | Hög          |              | Gösslunda, Västergötland |       | 58.555961, 13.069293 | 10191400270001 | Ladda upp en bild av detta fornminne      |
| Gösslunda 27:2                   | Stensättning |              | Gösslunda, Västergötland |       | 58.555792, 13.069201 | 10191400270002 | Ladda upp en bild av detta fornminne      |
| Gösslunda 27:3                   | Stensättning |              | Gösslunda, Västergötland |       | 58.555816, 13.069711 | 10191400270003 | Ladda upp en bild av detta fornminne      |
| Gösslunda 28:1                   | Stensättning |              | Gösslunda, Västergötland |       | 58.557051, 13.067861 | 10191400280001 | Ladda upp en bild av detta fornminne      |
| Gösslunda 28:2                   | Stensättning |              | Gösslunda, Västergötland |       | 58.556869, 13.068385 | 10191400280002 | Ladda upp en bild av detta fornminne      |
| Gösslunda 28:3                   | Stensättning |              | Gösslunda, Västergötland |       | 58.556834, 13.068529 | 10191400280003 | Ladda upp en bild av detta fornminne      |
| Gösslunda 29:2                   | Stensättning |              | Gösslunda, Västergötland |       | 58.555308, 13.071736 | 10191400290002 | Ladda upp en bild av detta fornminne      |
| Gösslunda 31:1                   | Stensättning |              | Gösslunda, Västergötland |       | 58.554019, 13.077817 | 10191400310001 | Ladda upp en bild av detta fornminne      |
| Gösslunda 31:2                   | Stensättning |              | Gösslunda, Västergötland |       | 58.553601, 13.077770 | 10191400310002 | Ladda upp en bild av detta fornminne      |
| Gösslunda 32:1                   | Stensättning |              | Gösslunda, Västergötland |       | 58.552437, 13.078612 | 10191400320001 | Ladda upp en bild av detta fornminne      |
| Gösslunda 34:1                   | Stensättning |              | Gösslunda, Västergötland |       | 58.555721, 13.054970 | 10191400340001 | Ladda upp en bild av detta fornminne      |
| Gösslunda 34:2                   | Stensättning |              | Gösslunda, Västergötland |       | 58.555636, 13.054711 | 10191400340002 | Ladda upp en bild av detta fornminne      |
| Gösslunda 35:1                   | Stensättning |              | Gösslunda, Västergötland |       | 58.559181, 13.051319 | 10191400350001 | Ladda upp en bild av detta fornminne      |
| Gösslunda 36:1                   | Stensättning |              | Gösslunda, Västergötland |       | 58.561267, 13.051207 | 10191400360001 | Ladda upp en bild av detta fornminne      |
| Gösslunda 36:2                   | Stensättning |              | Gösslunda, Västergötland |       | 58.561158, 13.051408 | 10191400360002 | Ladda upp en bild av detta fornminne      |
| Gösslunda 37:1                   | Gravfält     |              | Gösslunda, Västergötland |       | 58.556521, 13.055669 | 10191400370001 | Ladda upp en bild av detta fornminne      |
| Gösslunda 39:1                   | Stensättning |              | Gösslunda, Västergötland |       | 58.551083, 13.052990 | 10191400390001 | Ladda upp en bild av detta fornminne      |
| "Högtidsbacken" (Gösslunda 45:2) | Stensättning |              | Gösslunda, Västergötland |       | 58.544290, 13.077648 | 10191400450002 | Ladda upp en bild av detta fornminne      |
| Gösslunda 57:1                   | Stensättning |              | Gösslunda, Västergötland |       | 58.531646, 13.108640 | 10191400570001 | Ladda upp en bild av detta fornminne      |
| Gösslunda 57:2                   | Stensättning |              | Gösslunda, Västergötland |       | 58.531660, 13.107844 | 10191400570002 | Ladda upp en bild av detta fornminne      |
| Gösslunda 68                     | Kyrka/kapell |              | Gösslunda, Västergötland |       | 58.330289, 13.045803 | 12000000148070 | Ladda upp en till bild av detta fornminne |
| Skalunda 41:1                    | Gravfält     |              | Gösslunda, Västergötland |       | 58.541316, 13.045166 | 10202200410001 | Ladda upp en bild av detta fornminne      |

## Hasslösa
| Namn                                | Lämningstyp                 | Tillkomsttid | Historisk indelning     | Plats | Läge                 | ID-nr          | Bild                                      |
| ----------------------------------- | --------------------------- | ------------ | ----------------------- | ----- | -------------------- | -------------- | ----------------------------------------- |
| Hasslösa 1:1                        | Stenkrets                   |              | Hasslösa, Västergötland |       | 58.433722, 13.269764 | 10192300010001 | Ladda upp en bild av detta fornminne      |
| Hasslösa 1:2                        | Grav markerad av sten/block |              | Hasslösa, Västergötland |       | 58.433573, 13.269936 | 10192300010002 | Ladda upp en bild av detta fornminne      |
| Hasslösa 2:1                        | Gravfält                    |              | Hasslösa, Västergötland |       | 58.434984, 13.261665 | 10192300020001 | Ladda upp en till bild av detta fornminne |
| Hasslösa gamla kyrka (Hasslösa 4:1) | Begravningsplats            |              | Hasslösa, Västergötland |       | 58.422785, 13.262054 | 10192300040001 | Ladda upp en bild av detta fornminne      |
| Hasslösa 5:1                        | Grav markerad av sten/block |              | Hasslösa, Västergötland |       | 58.403431, 13.283731 | 10192300050001 | Ladda upp en bild av detta fornminne      |
| Hasslösa 31:1                       | Stensättning                |              | Hasslösa, Västergötland |       | 58.423175, 13.290886 | 10192300310001 | Ladda upp en bild av detta fornminne      |

## Hovby
| Namn      | Lämningstyp | Tillkomsttid | Historisk indelning  | Plats | Läge                 | ID-nr          | Bild                                 |
| --------- | ----------- | ------------ | -------------------- | ----- | -------------------- | -------------- | ------------------------------------ |
| Hovby 2:1 | Gravfält    |              | Hovby, Västergötland |       | 58.470290, 13.109965 | 10193000020001 | Ladda upp en bild av detta fornminne |

## Häggesled
| Namn                        | Lämningstyp  | Tillkomsttid | Historisk indelning      | Plats | Läge                 | ID-nr          | Bild                                 |
| --------------------------- | ------------ | ------------ | ------------------------ | ----- | -------------------- | -------------- | ------------------------------------ |
| Häggesled 1:1               | Stenkrets    |              | Häggesled, Västergötland |       | 58.389646, 12.909219 | 10193600010001 | Ladda upp en bild av detta fornminne |
| Häggesled 4:1               | Hög          |              | Häggesled, Västergötland |       | 58.402997, 12.921031 | 10193600040001 | Ladda upp en bild av detta fornminne |
| Häggesled 5:1               | Stenkrets    |              | Häggesled, Västergötland |       | 58.395191, 12.927853 | 10193600050001 | Ladda upp en bild av detta fornminne |
| Häggesled 6:1               | Gravfält     |              | Häggesled, Västergötland |       | 58.416660, 12.924488 | 10193600060001 | Ladda upp en bild av detta fornminne |
| Häggesled 7:1               | Stenkrets    |              | Häggesled, Västergötland |       | 58.424921, 12.917825 | 10193600070001 | Ladda upp en bild av detta fornminne |
| Kvarnkullen (Häggesled 8:1) | Hög          |              | Häggesled, Västergötland |       | 58.411725, 12.913644 | 10193600080001 | Ladda upp en bild av detta fornminne |
| Häggesled 9:1               | Röse         |              | Häggesled, Västergötland |       | 58.405147, 12.908977 | 10193600090001 | Ladda upp en bild av detta fornminne |
| Häggesled 12:1              | Runristning  |              | Häggesled, Västergötland |       | 58.408048, 12.912966 | 10193600120001 | Ladda upp en bild av detta fornminne |
| Häggesled 12:2              | Runristning  |              | Häggesled, Västergötland |       | 58.407932, 12.912992 | 10193600120002 | Ladda upp en bild av detta fornminne |
| Häggesled 17:1              | Stensättning |              | Häggesled, Västergötland |       | 58.392543, 12.886785 | 10193600170001 | Ladda upp en bild av detta fornminne |
| Häggesled 17:2              | Stenkrets    |              | Häggesled, Västergötland |       | 58.392361, 12.886903 | 10193600170002 | Ladda upp en bild av detta fornminne |
| Häggesled 20:1              | Hällristning |              | Häggesled, Västergötland |       | 58.394447, 12.871975 | 10193600200001 | Ladda upp en bild av detta fornminne |
| Häggesled 22:1              | Hög          |              | Häggesled, Västergötland |       | 58.399216, 12.905284 | 10193600220001 | Ladda upp en bild av detta fornminne |
| Häggesled 23:1              | Stenkrets    |              | Häggesled, Västergötland |       | 58.388171, 12.908454 | 10193600230001 | Ladda upp en bild av detta fornminne |
| Häggesled 23:2              | Stensättning |              | Häggesled, Västergötland |       | 58.388089, 12.908559 | 10193600230002 | Ladda upp en bild av detta fornminne |
| Häggesled 26:1              | Stensättning |              | Häggesled, Västergötland |       | 58.394162, 12.921913 | 10193600260001 | Ladda upp en bild av detta fornminne |
| Häggesled 28:1              | Stensättning |              | Häggesled, Västergötland |       | 58.401393, 12.909194 | 10193600280001 | Ladda upp en bild av detta fornminne |
| Häggesled 28:2              | Stensättning |              | Häggesled, Västergötland |       | 58.401397, 12.909386 | 10193600280002 | Ladda upp en bild av detta fornminne |
| Häggesled 28:3              | Stensättning |              | Häggesled, Västergötland |       | 58.401152, 12.909137 | 10193600280003 | Ladda upp en bild av detta fornminne |
| Häggesled 29:1              | Stensättning |              | Häggesled, Västergötland |       | 58.401358, 12.924843 | 10193600290001 | Ladda upp en bild av detta fornminne |
| Häggesled 29:2              | Stensättning |              | Häggesled, Västergötland |       | 58.401280, 12.924468 | 10193600290002 | Ladda upp en bild av detta fornminne |
| Häggesled 30:1              | Stensättning |              | Häggesled, Västergötland |       | 58.392033, 12.913620 | 10193600300001 | Ladda upp en bild av detta fornminne |
| Häggesled 31:1              | Stenkrets    |              | Häggesled, Västergötland |       | 58.405471, 12.919367 | 10193600310001 | Ladda upp en bild av detta fornminne |
| Häggesled 34:1              | Stensättning |              | Häggesled, Västergötland |       | 58.410480, 12.912914 | 10193600340001 | Ladda upp en bild av detta fornminne |
| Häggesled 40:1              | Hög          |              | Häggesled, Västergötland |       | 58.416243, 12.929560 | 10193600400001 | Ladda upp en bild av detta fornminne |
| Häggesled 40:2              | Stensättning |              | Häggesled, Västergötland |       | 58.416420, 12.929541 | 10193600400002 | Ladda upp en bild av detta fornminne |
| Häggesled 40:3              | Stensättning |              | Häggesled, Västergötland |       | 58.416430, 12.930040 | 10193600400003 | Ladda upp en bild av detta fornminne |
| Häggesled 42:1              | Stensättning |              | Häggesled, Västergötland |       | 58.416051, 12.909133 | 10193600420001 | Ladda upp en bild av detta fornminne |
| Häggesled 45                | Runristning  |              | Häggesled, Västergötland |       | 58.408057, 12.913368 | 12000000029368 | Ladda upp en bild av detta fornminne |
| Häggesled 46                | Runristning  |              | Häggesled, Västergötland |       | 58.408057, 12.913369 | 12000000029369 | Ladda upp en bild av detta fornminne |

## Härjevad
| Namn                          | Lämningstyp | Tillkomsttid | Historisk indelning     | Plats | Läge                 | ID-nr          | Bild                                 |
| ----------------------------- | ----------- | ------------ | ----------------------- | ----- | -------------------- | -------------- | ------------------------------------ |
| Kung Arnes hög (Härjevad 6:1) | Hög         |              | Härjevad, Västergötland |       | 58.372648, 13.079844 | 10194200060001 | Ladda upp en bild av detta fornminne |

## Järpås
| Namn                    | Lämningstyp                 | Tillkomsttid | Historisk indelning   | Plats        | Läge                 | ID-nr          | Bild                                      |
| ----------------------- | --------------------------- | ------------ | --------------------- | ------------ | -------------------- | -------------- | ----------------------------------------- |
| Järpås 6:1              | Stenkrets                   |              | Järpås, Västergötland |              | 58.395237, 12.960291 | 10194900060001 | Ladda upp en bild av detta fornminne      |
| Järpås 8:1              | Grav markerad av sten/block |              | Järpås, Västergötland |              | 58.405608, 12.954841 | 10194900080001 | Ladda upp en bild av detta fornminne      |
| Järpås 9:1              | Stensättning                |              | Järpås, Västergötland |              | 58.402740, 12.956598 | 10194900090001 | Ladda upp en bild av detta fornminne      |
| Kyrkåkern (Järpås 10:2) | Kyrka/kapell                |              | Järpås, Västergötland |              | 58.402392, 12.966341 | 10194900100002 | Ladda upp en bild av detta fornminne      |
| Järpås 11:1             | Stensättning                |              | Järpås, Västergötland |              | 58.402693, 12.965945 | 10194900110001 | Ladda upp en bild av detta fornminne      |
| Järpås 12:1             | Gravfält                    |              | Järpås, Västergötland |              | 58.406072, 12.975903 | 10194900120001 | Ladda upp en bild av detta fornminne      |
| Järpås 14:1             | Gravfält                    |              | Järpås, Västergötland |              | 58.405935, 12.982744 | 10194900140001 | Ladda upp en bild av detta fornminne      |
| Järpås 14:2             | Stensättning                |              | Järpås, Västergötland |              | 58.405928, 12.981586 | 10194900140002 | Ladda upp en bild av detta fornminne      |
| Järpås 15:1             | Minnesmärke                 |              | Järpås, Västergötland |              | 58.398956, 13.030900 | 10194900150001 | Ladda upp en bild av detta fornminne      |
| Järpås 16:1             | Begravningsplats            |              | Järpås, Västergötland |              | 58.409692, 13.037629 | 10194900160001 | Ladda upp en bild av detta fornminne      |
| Järpås 17:1             | Hög                         |              | Järpås, Västergötland |              | 58.408885, 13.038583 | 10194900170001 | Ladda upp en bild av detta fornminne      |
| Järpås 19:1             | Stenkrets                   |              | Järpås, Västergötland |              | 58.377472, 12.980053 | 10194900190001 | Ladda upp en bild av detta fornminne      |
| Järpås 20:1             | Grav markerad av sten/block |              | Järpås, Västergötland |              | 58.377246, 12.978971 | 10194900200001 | Ladda upp en bild av detta fornminne      |
| Vg 30 (Järpås 21:1)     | Runristning                 |              | Järpås, Västergötland | Järpås kyrka | 58.376505, 12.977620 | 10194900210001 | Ladda upp en till bild av detta fornminne |
| Lusan (Järpås 22:1)     | Grav markerad av sten/block |              | Järpås, Västergötland |              | 58.376803, 12.977973 | 10194900220001 | Ladda upp en bild av detta fornminne      |
| Järpås 33:2             | Begravningsplats            |              | Järpås, Västergötland |              | 58.366178, 12.979507 | 10194900330002 | Ladda upp en bild av detta fornminne      |
| Järpås 45:1             | Stensättning                |              | Järpås, Västergötland |              | 58.392541, 12.956188 | 10194900450001 | Ladda upp en bild av detta fornminne      |
| Järpås 57:1             | Gravfält                    |              | Järpås, Västergötland |              | 58.390263, 12.944981 | 10194900570001 | Ladda upp en bild av detta fornminne      |
| Järpås 59:1             | Hög                         |              | Järpås, Västergötland |              | 58.400960, 12.942460 | 10194900590001 | Ladda upp en bild av detta fornminne      |
| Järpås 59:2             | Stensättning                |              | Järpås, Västergötland |              | 58.401043, 12.942126 | 10194900590002 | Ladda upp en bild av detta fornminne      |
| Järpås 72:1             | Stensättning                |              | Järpås, Västergötland |              | 58.388385, 12.965596 | 10194900720001 | Ladda upp en bild av detta fornminne      |
| Järpås 73:1             | Stensättning                |              | Järpås, Västergötland |              | 58.403871, 12.979251 | 10194900730001 | Ladda upp en bild av detta fornminne      |
| Järpås 73:2             | Stensättning                |              | Järpås, Västergötland |              | 58.404153, 12.979752 | 10194900730002 | Ladda upp en bild av detta fornminne      |
| Järpås 79:1             | Stensättning                |              | Järpås, Västergötland |              | 58.414145, 13.001449 | 10194900790001 | Ladda upp en bild av detta fornminne      |
| Järpås 79:2             | Stensättning                |              | Järpås, Västergötland |              | 58.414482, 13.001995 | 10194900790002 | Ladda upp en bild av detta fornminne      |
| Järpås 79:3             | Stensättning                |              | Järpås, Västergötland |              | 58.414681, 13.002660 | 10194900790003 | Ladda upp en bild av detta fornminne      |
| Järpås 80:1             | Stensättning                |              | Järpås, Västergötland |              | 58.415297, 13.003378 | 10194900800001 | Ladda upp en bild av detta fornminne      |
| Järpås 97:1             | Stensättning                |              | Järpås, Västergötland |              | 58.370637, 13.011980 | 10194900970001 | Ladda upp en bild av detta fornminne      |

## Karaby
| Namn        | Lämningstyp  | Tillkomsttid | Historisk indelning   | Plats | Läge                 | ID-nr          | Bild                                 |
| ----------- | ------------ | ------------ | --------------------- | ----- | -------------------- | -------------- | ------------------------------------ |
| Karaby 34:1 | Hällristning |              | Karaby, Västergötland |       | 58.410158, 12.767587 | 10195000340001 | Ladda upp en bild av detta fornminne |

## Kållands-Åsaka
| Namn               | Lämningstyp | Tillkomsttid | Historisk indelning           | Plats | Läge                 | ID-nr          | Bild                                      |
| ------------------ | ----------- | ------------ | ----------------------------- | ----- | -------------------- | -------------- | ----------------------------------------- |
| Kållands-Åsaka 2:1 | Runristning |              | Kållands-Åsaka, Västergötland |       | 58.454289, 13.053704 | 10196200020001 | Ladda upp en till bild av detta fornminne |

## Lavad
| Namn       | Lämningstyp                 | Tillkomsttid | Historisk indelning  | Plats | Läge                 | ID-nr          | Bild                                 |
| ---------- | --------------------------- | ------------ | -------------------- | ----- | -------------------- | -------------- | ------------------------------------ |
| Lavad 3:1  | Hög                         |              | Lavad, Västergötland |       | 58.422331, 12.872755 | 10196700030001 | Ladda upp en bild av detta fornminne |
| Lavad 4:1  | Stensättning                |              | Lavad, Västergötland |       | 58.418404, 12.871703 | 10196700040001 | Ladda upp en bild av detta fornminne |
| Lavad 4:2  | Hällristning                |              | Lavad, Västergötland |       | 58.418029, 12.871222 | 10196700040002 | Ladda upp en bild av detta fornminne |
| Lavad 5:1  | Grav markerad av sten/block |              | Lavad, Västergötland |       | 58.419357, 12.866839 | 10196700050001 | Ladda upp en bild av detta fornminne |
| Lavad 14:1 | Stensättning                |              | Lavad, Västergötland |       | 58.394691, 12.847029 | 10196700140001 | Ladda upp en bild av detta fornminne |
| Lavad 15:1 | Stensättning                |              | Lavad, Västergötland |       | 58.392367, 12.849038 | 10196700150001 | Ladda upp en bild av detta fornminne |
| Lavad 16:1 | Stensättning                |              | Lavad, Västergötland |       | 58.411286, 12.865029 | 10196700160001 | Ladda upp en bild av detta fornminne |
| Lavad 17:1 | Stensättning                |              | Lavad, Västergötland |       | 58.407117, 12.859410 | 10196700170001 | Ladda upp en bild av detta fornminne |
| Lavad 17:2 | Stensättning                |              | Lavad, Västergötland |       | 58.407384, 12.859396 | 10196700170002 | Ladda upp en bild av detta fornminne |
| Lavad 18:1 | Stensättning                |              | Lavad, Västergötland |       | 58.407241, 12.865381 | 10196700180001 | Ladda upp en bild av detta fornminne |
| Lavad 38:1 | Stensättning                |              | Lavad, Västergötland |       | 58.409602, 12.878689 | 10196700380001 | Ladda upp en bild av detta fornminne |
| Lavad 45:1 | Stensättning                |              | Lavad, Västergötland |       | 58.428659, 12.906978 | 10196700450001 | Ladda upp en bild av detta fornminne |

## Lindärva
| Namn          | Lämningstyp                 | Tillkomsttid | Historisk indelning     | Plats | Läge                 | ID-nr          | Bild                                 |
| ------------- | --------------------------- | ------------ | ----------------------- | ----- | -------------------- | -------------- | ------------------------------------ |
| Lindärva 4:1  | Stenkammargrav              |              | Lindärva, Västergötland |       | 58.436856, 13.242555 | 10197400040001 | Ladda upp en bild av detta fornminne |
| Lindärva 15:1 | Grav markerad av sten/block |              | Lindärva, Västergötland |       | 58.436860, 13.254873 | 10197400150001 | Ladda upp en bild av detta fornminne |
| Lindärva 15:2 | Grav markerad av sten/block |              | Lindärva, Västergötland |       | 58.436747, 13.254865 | 10197400150002 | Ladda upp en bild av detta fornminne |
| Lindärva 25:1 | Grav markerad av sten/block |              | Lindärva, Västergötland |       | 58.449302, 13.253713 | 10197400250001 | Ladda upp en bild av detta fornminne |

## Mellby
| Namn                  | Lämningstyp  | Tillkomsttid | Historisk indelning   | Plats | Läge                 | ID-nr          | Bild                                 |
| --------------------- | ------------ | ------------ | --------------------- | ----- | -------------------- | -------------- | ------------------------------------ |
| Mellby 1:1            | Gravfält     |              | Mellby, Västergötland |       | 58.479941, 12.994901 | 10198900010001 | Ladda upp en bild av detta fornminne |
| Mellby 8:1            | Stensättning |              | Mellby, Västergötland |       | 58.464329, 13.033944 | 10198900080001 | Ladda upp en bild av detta fornminne |
| Mellby 8:2            | Stensättning |              | Mellby, Västergötland |       | 58.464111, 13.033534 | 10198900080002 | Ladda upp en bild av detta fornminne |
| Mellby 8:3            | Stensättning |              | Mellby, Västergötland |       | 58.463837, 13.032620 | 10198900080003 | Ladda upp en bild av detta fornminne |
| Mellby 8:4            | Stensättning |              | Mellby, Västergötland |       | 58.463729, 13.032125 | 10198900080004 | Ladda upp en bild av detta fornminne |
| Mellby 12:1           | Stenkrets    |              | Mellby, Västergötland |       | 58.460174, 13.036483 | 10198900120001 | Ladda upp en bild av detta fornminne |
| Mellby 14:1           | Stensättning |              | Mellby, Västergötland |       | 58.456472, 13.027858 | 10198900140001 | Ladda upp en bild av detta fornminne |
| Mellby 14:2           | Stensättning |              | Mellby, Västergötland |       | 58.456395, 13.027638 | 10198900140002 | Ladda upp en bild av detta fornminne |
| Mellby 15:1           | Stensättning |              | Mellby, Västergötland |       | 58.451295, 13.022480 | 10198900150001 | Ladda upp en bild av detta fornminne |
| Mellby 16:1           | Stensättning |              | Mellby, Västergötland |       | 58.450935, 13.020352 | 10198900160001 | Ladda upp en bild av detta fornminne |
| Mellby 17:1           | Runristning  |              | Mellby, Västergötland |       | 58.456530, 13.029111 | 10198900170001 | Ladda upp en bild av detta fornminne |
| Mellby 18:1           | Runristning  |              | Mellby, Västergötland |       | 58.458511, 13.023899 | 10198900180001 | Ladda upp en bild av detta fornminne |
| Mellby 19:1           | Gravfält     |              | Mellby, Västergötland |       | 58.447645, 13.008074 | 10198900190001 | Ladda upp en bild av detta fornminne |
| Mellby 19:2           | Gravfält     |              | Mellby, Västergötland |       | 58.447350, 13.005942 | 10198900190002 | Ladda upp en bild av detta fornminne |
| Mellby 22:1           | Fornborg     |              | Mellby, Västergötland |       | 58.444032, 13.014136 | 10198900220001 | Ladda upp en bild av detta fornminne |
| Mellby 25:1           | Gravfält     |              | Mellby, Västergötland |       | 58.441950, 13.005784 | 10198900250001 | Ladda upp en bild av detta fornminne |
| Mellby 29:1           | Stensättning |              | Mellby, Västergötland |       | 58.428479, 12.991563 | 10198900290001 | Ladda upp en bild av detta fornminne |
| Mellby 30:1           | Stensättning |              | Mellby, Västergötland |       | 58.425871, 12.996808 | 10198900300001 | Ladda upp en bild av detta fornminne |
| Mellby 35:1           | Hällristning |              | Mellby, Västergötland |       | 58.469923, 13.042471 | 10198900350001 | Ladda upp en bild av detta fornminne |
| Mellby 40:1           | Hällristning |              | Mellby, Västergötland |       | 58.464215, 13.034602 | 10198900400001 | Ladda upp en bild av detta fornminne |
| "Höjen" (Mellby 52:1) | Gravfält     |              | Mellby, Västergötland |       | 58.445895, 13.017116 | 10198900520001 | Ladda upp en bild av detta fornminne |
| Mellby 64:1           | Hällristning |              | Mellby, Västergötland |       | 58.464781, 13.026777 | 10198900640001 | Ladda upp en bild av detta fornminne |
| Mellby 65:1           | Hällristning |              | Mellby, Västergötland |       | 58.463962, 13.026629 | 10198900650001 | Ladda upp en bild av detta fornminne |
| Mellby 73:1           | Hällristning |              | Mellby, Västergötland |       | 58.434296, 13.009300 | 10198900730001 | Ladda upp en bild av detta fornminne |
| Mellby 84:1           | Stensättning |              | Mellby, Västergötland |       | 58.424664, 13.000842 | 10198900840001 | Ladda upp en bild av detta fornminne |
| Mellby 93:1           | Hällristning |              | Mellby, Västergötland |       | 58.444049, 13.003572 | 10198900930001 | Ladda upp en bild av detta fornminne |
| Mellby 97:1           | Hällristning |              | Mellby, Västergötland |       | 58.456626, 13.027688 | 10198900970001 | Ladda upp en bild av detta fornminne |
| Mellby 98:1           | Hällristning |              | Mellby, Västergötland |       | 58.437500, 13.006731 | 10198900980001 | Ladda upp en bild av detta fornminne |

## Norra Härene
| Namn              | Lämningstyp      | Tillkomsttid | Historisk indelning         | Plats | Läge                 | ID-nr          | Bild                                 |
| ----------------- | ---------------- | ------------ | --------------------------- | ----- | -------------------- | -------------- | ------------------------------------ |
| Norra Härene 7:1  | Begravningsplats |              | Norra Härene, Västergötland |       | 58.433207, 13.099563 | 10199600070001 | Ladda upp en bild av detta fornminne |
| Norra Härene 23:1 | Begravningsplats |              | Norra Härene, Västergötland |       | 58.401209, 13.163089 | 10199600230001 | Ladda upp en bild av detta fornminne |
| Norra Härene 24:1 | Stenkrets        |              | Norra Härene, Västergötland |       | 58.405382, 13.142951 | 10199600240001 | Ladda upp en bild av detta fornminne |
| Norra Härene 26:1 | Hög              |              | Norra Härene, Västergötland |       | 58.427328, 13.137639 | 10199600260001 | Ladda upp en bild av detta fornminne |
| Norra Härene 26:2 | Hög              |              | Norra Härene, Västergötland |       | 58.427319, 13.137856 | 10199600260002 | Ladda upp en bild av detta fornminne |
| Norra Härene 26:3 | Hög              |              | Norra Härene, Västergötland |       | 58.427296, 13.138423 | 10199600260003 | Ladda upp en bild av detta fornminne |
| Norra Härene 84:1 | Hög              |              | Norra Härene, Västergötland |       | 58.399477, 13.173731 | 10199600840001 | Ladda upp en bild av detta fornminne |

## Norra Kedum
| Namn                               | Lämningstyp  | Tillkomsttid | Historisk indelning        | Plats | Läge                 | ID-nr          | Bild                                 |
| ---------------------------------- | ------------ | ------------ | -------------------------- | ----- | -------------------- | -------------- | ------------------------------------ |
| Norra Kedum 1:1                    | Hög          |              | Norra Kedum, Västergötland |       | 58.481060, 12.876650 | 10199700010001 | Ladda upp en bild av detta fornminne |
| Norra Kedum 1:2                    | Hällristning |              | Norra Kedum, Västergötland |       | 58.481060, 12.876650 | 10199700010002 | Ladda upp en bild av detta fornminne |
| Kung Hebbes grav (Norra Kedum 2:1) | Gravfält     |              | Norra Kedum, Västergötland |       | 58.478059, 12.881929 | 10199700020001 | Ladda upp en bild av detta fornminne |
| Norra Kedum 4:1                    | Gravfält     |              | Norra Kedum, Västergötland |       | 58.477373, 12.887257 | 10199700040001 | Ladda upp en bild av detta fornminne |
| Norra Kedum 5:1                    | Hög          |              | Norra Kedum, Västergötland |       | 58.483336, 12.879215 | 10199700050001 | Ladda upp en bild av detta fornminne |
| Norra Kedum 7:1                    | Minnesmärke  |              | Norra Kedum, Västergötland |       | 58.483765, 12.894494 | 10199700070001 | Ladda upp en bild av detta fornminne |
| Norra Kedum 9:1                    | Gravfält     |              | Norra Kedum, Västergötland |       | 58.483692, 12.904757 | 10199700090001 | Ladda upp en bild av detta fornminne |
| Norra Kedum 14:1                   | Gravfält     |              | Norra Kedum, Västergötland |       | 58.477815, 12.893873 | 10199700140001 | Ladda upp en bild av detta fornminne |
| Norra Kedum 15:1                   | Stensättning |              | Norra Kedum, Västergötland |       | 58.478034, 12.894419 | 10199700150001 | Ladda upp en bild av detta fornminne |
| Norra Kedum 16:1                   | Hällristning |              | Norra Kedum, Västergötland |       | 58.477220, 12.892952 | 10199700160001 | Ladda upp en bild av detta fornminne |
| Norra Kedum 17:1                   | Stensättning |              | Norra Kedum, Västergötland |       | 58.474137, 12.888413 | 10199700170001 | Ladda upp en bild av detta fornminne |
| Norra Kedum 20:1                   | Hällristning |              | Norra Kedum, Västergötland |       | 58.476385, 12.886307 | 10199700200001 | Ladda upp en bild av detta fornminne |
| Norra Kedum 21:1                   | Hällristning |              | Norra Kedum, Västergötland |       | 58.477569, 12.893099 | 10199700210001 | Ladda upp en bild av detta fornminne |
| Norra Kedum 23:1                   | Hällristning |              | Norra Kedum, Västergötland |       | 58.473683, 12.892092 | 10199700230001 | Ladda upp en bild av detta fornminne |
| Norra Kedum 24:1                   | Hällristning |              | Norra Kedum, Västergötland |       | 58.474641, 12.891163 | 10199700240001 | Ladda upp en bild av detta fornminne |
| Norra Kedum 25:1                   | Hällristning |              | Norra Kedum, Västergötland |       | 58.491005, 12.899381 | 10199700250001 | Ladda upp en bild av detta fornminne |
| Norra Kedum 30:1                   | Hög          |              | Norra Kedum, Västergötland |       | 58.495774, 12.902399 | 10199700300001 | Ladda upp en bild av detta fornminne |
| Norra Kedum 31:1                   | Hög          |              | Norra Kedum, Västergötland |       | 58.488870, 12.897345 | 10199700310001 | Ladda upp en bild av detta fornminne |
| Norra Kedum 32:1                   | Hällristning |              | Norra Kedum, Västergötland |       | 58.475053, 12.893350 | 10199700320001 | Ladda upp en bild av detta fornminne |
| Norra Kedum 33:1                   | Hällristning |              | Norra Kedum, Västergötland |       | 58.475338, 12.891650 | 10199700330001 | Ladda upp en bild av detta fornminne |
| Norra Kedum 33:2                   | Hällristning |              | Norra Kedum, Västergötland |       | 58.475124, 12.891490 | 10199700330002 | Ladda upp en bild av detta fornminne |
| Norra Kedum 34:1                   | Hällristning |              | Norra Kedum, Västergötland |       | 58.480846, 12.880200 | 10199700340001 | Ladda upp en bild av detta fornminne |
| Norra Kedum 36:1                   | Röse         |              | Norra Kedum, Västergötland |       | 58.511211, 12.893968 | 10199700360001 | Ladda upp en bild av detta fornminne |

## Otterstad
Se Lista över fornlämningar i Lidköpings kommun (Otterstad)

## Rackeby
| Namn                               | Lämningstyp                 | Tillkomsttid | Historisk indelning    | Plats         | Läge                 | ID-nr          | Bild                                      |
| ---------------------------------- | --------------------------- | ------------ | ---------------------- | ------------- | -------------------- | -------------- | ----------------------------------------- |
| Jarlehus el Järnehus (Rackeby 1:1) | Borg                        |              | Rackeby, Västergötland |               | 58.613742, 13.003639 | 10200900010001 | Ladda upp en bild av detta fornminne      |
| Rackeby 2:1                        | Stensättning                |              | Rackeby, Västergötland |               | 58.603154, 12.996969 | 10200900020001 | Ladda upp en bild av detta fornminne      |
| Rackeby 3:1                        | Stensättning                |              | Rackeby, Västergötland |               | 58.595986, 12.996757 | 10200900030001 | Ladda upp en bild av detta fornminne      |
| Örns grav (Rackeby 4:1)            | Stenkammargrav              |              | Rackeby, Västergötland |               | 58.596215, 12.999019 | 10200900040001 | Ladda upp en bild av detta fornminne      |
| Rackeby 5:1                        | Stensättning                |              | Rackeby, Västergötland |               | 58.589144, 12.994464 | 10200900050001 | Ladda upp en bild av detta fornminne      |
| Rackeby 9:1                        | Röse                        |              | Rackeby, Västergötland |               | 58.585190, 13.012731 | 10200900090001 | Ladda upp en bild av detta fornminne      |
| Rackeby 11:1                       | Stensättning                |              | Rackeby, Västergötland |               | 58.601066, 13.046952 | 10200900110001 | Ladda upp en bild av detta fornminne      |
| Rackeby 11:2                       | Stensättning                |              | Rackeby, Västergötland |               | 58.600900, 13.046681 | 10200900110002 | Ladda upp en bild av detta fornminne      |
| Rackeby 13:1                       | Stensättning                |              | Rackeby, Västergötland |               | 58.589973, 13.042722 | 10200900130001 | Ladda upp en bild av detta fornminne      |
| Rackeby 16:1                       | Röse                        |              | Rackeby, Västergötland |               | 58.606290, 12.996879 | 10200900160001 | Ladda upp en bild av detta fornminne      |
| Rackeby 17:1                       | Röse                        |              | Rackeby, Västergötland |               | 58.607896, 12.992960 | 10200900170001 | Ladda upp en bild av detta fornminne      |
| Rackeby 19:1                       | Röse                        |              | Rackeby, Västergötland |               | 58.593124, 12.985277 | 10200900190001 | Ladda upp en bild av detta fornminne      |
| Rackeby 20:1                       | Stensättning                |              | Rackeby, Västergötland |               | 58.586413, 13.040925 | 10200900200001 | Ladda upp en bild av detta fornminne      |
| Rackeby 21:1                       | Röse                        |              | Rackeby, Västergötland |               | 58.585755, 13.045224 | 10200900210001 | Ladda upp en bild av detta fornminne      |
| Rackeby 23:1                       | Hög                         |              | Rackeby, Västergötland |               | 58.582717, 13.048124 | 10200900230001 | Ladda upp en bild av detta fornminne      |
| Rackeby 23:2                       | Stensättning                |              | Rackeby, Västergötland |               | 58.582546, 13.047981 | 10200900230002 | Ladda upp en bild av detta fornminne      |
| Rackeby 23:3                       | Stenkrets                   |              | Rackeby, Västergötland |               | 58.582423, 13.048142 | 10200900230003 | Ladda upp en bild av detta fornminne      |
| Rackeby 23:4                       | Stensättning                |              | Rackeby, Västergötland |               | 58.582511, 13.048332 | 10200900230004 | Ladda upp en bild av detta fornminne      |
| Rackeby 25:1                       | Gravfält                    |              | Rackeby, Västergötland |               | 58.578050, 13.049034 | 10200900250001 | Ladda upp en bild av detta fornminne      |
| Vg 37 (Rackeby 31:1)               | Runristning                 |              | Rackeby, Västergötland | Rackeby kyrka | 58.572575, 13.035185 | 10200900310001 | Ladda upp en till bild av detta fornminne |
| Rackeby 38:1                       | Gravfält                    |              | Rackeby, Västergötland |               | 58.568896, 13.036312 | 10200900380001 | Ladda upp en bild av detta fornminne      |
| Rackeby 39:2                       | Stensättning                |              | Rackeby, Västergötland |               | 58.567683, 13.037401 | 10200900390002 | Ladda upp en bild av detta fornminne      |
| (Kung) Rackes sten (Rackeby 47:1)  | Grav markerad av sten/block |              | Rackeby, Västergötland |               | 58.575383, 13.022401 | 10200900470001 | Ladda upp en bild av detta fornminne      |
| Rackeby 49:1                       | Stensättning                |              | Rackeby, Västergötland |               | 58.582870, 13.016757 | 10200900490001 | Ladda upp en bild av detta fornminne      |
| Rackeby 52:1                       | Stensättning                |              | Rackeby, Västergötland |               | 58.581796, 13.010158 | 10200900520001 | Ladda upp en bild av detta fornminne      |
| Rackeby 53:1                       | Stenkrets                   |              | Rackeby, Västergötland |               | 58.581731, 13.009053 | 10200900530001 | Ladda upp en bild av detta fornminne      |
| Rackeby 55:1                       | Stensättning                |              | Rackeby, Västergötland |               | 58.584542, 12.987900 | 10200900550001 | Ladda upp en bild av detta fornminne      |
| Rackeby 56:1                       | Stensättning                |              | Rackeby, Västergötland |               | 58.588765, 13.005107 | 10200900560001 | Ladda upp en bild av detta fornminne      |
| Rolfs hög (Rackeby 57:1)           | Gravfält                    |              | Rackeby, Västergötland |               | 58.578707, 12.993997 | 10200900570001 | Ladda upp en bild av detta fornminne      |
| Rackeby 64:1                       | Stensättning                |              | Rackeby, Västergötland |               | 58.572032, 12.989091 | 10200900640001 | Ladda upp en bild av detta fornminne      |
| Rackeby 65:1                       | Hög                         |              | Rackeby, Västergötland |               | 58.571379, 12.987490 | 10200900650001 | Ladda upp en bild av detta fornminne      |
| Rackeby 66:1                       | Hög                         |              | Rackeby, Västergötland |               | 58.571385, 12.989568 | 10200900660001 | Ladda upp en bild av detta fornminne      |
| Onshögen (Rackeby 67:1)            | Hög                         |              | Rackeby, Västergötland |               | 58.571852, 13.021406 | 10200900670001 | Ladda upp en bild av detta fornminne      |
| Rackeby 69:1                       | Stensättning                |              | Rackeby, Västergötland |               | 58.565592, 13.023025 | 10200900690001 | Ladda upp en bild av detta fornminne      |
| Rackeby 70:1                       | Gravfält                    |              | Rackeby, Västergötland |               | 58.566004, 13.017938 | 10200900700001 | Ladda upp en bild av detta fornminne      |
| Rackeby 71:1                       | Runristning                 |              | Rackeby, Västergötland |               | 58.566545, 13.017860 | 10200900710001 | Ladda upp en bild av detta fornminne      |
| Rackeby 72:1                       | Gravfält                    |              | Rackeby, Västergötland |               | 58.568999, 13.016986 | 10200900720001 | Ladda upp en bild av detta fornminne      |
| Rackeby 80:1                       | Husgrund, historisk tid     |              | Rackeby, Västergötland |               | 58.603458, 13.043691 | 10200900800001 | Ladda upp en bild av detta fornminne      |
| Rackeby 85:1                       | Hög                         |              | Rackeby, Västergötland |               | 58.584117, 13.044510 | 10200900850001 | Ladda upp en bild av detta fornminne      |
| Rackeby 86:1                       | Grav- och boplatsområde     |              | Rackeby, Västergötland |               | 58.584857, 13.046115 | 10200900860001 | Ladda upp en bild av detta fornminne      |
| Rackeby 91:1                       | Stensättning                |              | Rackeby, Västergötland |               | 58.603624, 12.997399 | 10200900910001 | Ladda upp en bild av detta fornminne      |
| Rackeby 95:1                       | Stensättning                |              | Rackeby, Västergötland |               | 58.586998, 13.016193 | 10200900950001 | Ladda upp en bild av detta fornminne      |
| Rackeby 100:1                      | Stensättning                |              | Rackeby, Västergötland |               | 58.607991, 13.006231 | 10200901000001 | Ladda upp en bild av detta fornminne      |
| Rackeby 101:1                      | Stensättning                |              | Rackeby, Västergötland |               | 58.609263, 13.007036 | 10200901010001 | Ladda upp en bild av detta fornminne      |
| Rackeby 103:1                      | Hällristning                |              | Rackeby, Västergötland |               | 58.582071, 13.045870 | 10200901030001 | Ladda upp en bild av detta fornminne      |
| Rackeby 108:1                      | Stensättning                |              | Rackeby, Västergötland |               | 58.580720, 13.036350 | 10200901080001 | Ladda upp en bild av detta fornminne      |
| Rackeby 109:1                      | Stensättning                |              | Rackeby, Västergötland |               | 58.582432, 13.028664 | 10200901090001 | Ladda upp en bild av detta fornminne      |
| Rackeby 114:1                      | Stensättning                |              | Rackeby, Västergötland |               | 58.588156, 13.012018 | 10200901140001 | Ladda upp en bild av detta fornminne      |
| Rackeby 115:1                      | Stensättning                |              | Rackeby, Västergötland |               | 58.586292, 13.013760 | 10200901150001 | Ladda upp en bild av detta fornminne      |
| Rackeby 117:1                      | Hög                         |              | Rackeby, Västergötland |               | 58.579456, 13.007528 | 10200901170001 | Ladda upp en bild av detta fornminne      |
| Rackeby 117:2                      | Stensättning                |              | Rackeby, Västergötland |               | 58.579447, 13.006755 | 10200901170002 | Ladda upp en bild av detta fornminne      |
| Rackeby 117:3                      | Stensättning                |              | Rackeby, Västergötland |               | 58.579440, 13.006260 | 10200901170003 | Ladda upp en bild av detta fornminne      |
| Rackeby 117:4                      | Hög                         |              | Rackeby, Västergötland |               | 58.579174, 13.005924 | 10200901170004 | Ladda upp en bild av detta fornminne      |
| Rackeby 123:1                      | Stensättning                |              | Rackeby, Västergötland |               | 58.583809, 12.999224 | 10200901230001 | Ladda upp en bild av detta fornminne      |
| Rackeby 123:2                      | Stensättning                |              | Rackeby, Västergötland |               | 58.583958, 12.999218 | 10200901230002 | Ladda upp en bild av detta fornminne      |
| Rackeby 130:1                      | Hög                         |              | Rackeby, Västergötland |               | 58.585078, 13.003537 | 10200901300001 | Ladda upp en bild av detta fornminne      |
| Rackeby 133:1                      | Stensättning                |              | Rackeby, Västergötland |               | 58.571519, 13.057156 | 10200901330001 | Ladda upp en bild av detta fornminne      |
| Rackeby 137:1                      | Stensättning                |              | Rackeby, Västergötland |               | 58.611922, 12.983423 | 10200901370001 | Ladda upp en bild av detta fornminne      |
| Rackeby 139:1                      | Stensättning                |              | Rackeby, Västergötland |               | 58.587835, 13.015269 | 10200901390001 | Ladda upp en bild av detta fornminne      |
| Rackeby 140:1                      | Hög                         |              | Rackeby, Västergötland |               | 58.575992, 13.025002 | 10200901400001 | Ladda upp en bild av detta fornminne      |
| Rackeby 144:1                      | Hög                         |              | Rackeby, Västergötland |               | 58.571062, 13.052322 | 10200901440001 | Ladda upp en bild av detta fornminne      |
| Rackeby 145:1                      | Stensättning                |              | Rackeby, Västergötland |               | 58.582745, 13.046551 | 10200901450001 | Ladda upp en bild av detta fornminne      |

## Råda
| Namn                       | Lämningstyp                 | Tillkomsttid | Historisk indelning | Plats      | Läge                 | ID-nr          | Bild                                      |
| -------------------------- | --------------------------- | ------------ | ------------------- | ---------- | -------------------- | -------------- | ----------------------------------------- |
| Råda 1:1                   | Gravfält                    |              | Råda, Västergötland |            | 58.527745, 13.061584 | 10201300010001 | Ladda upp en bild av detta fornminne      |
| Råda 3:1                   | Gravfält                    |              | Råda, Västergötland |            | 58.521174, 13.066210 | 10201300030001 | Ladda upp en bild av detta fornminne      |
| Kung Rådes grav (Råda 4:1) | Grav markerad av sten/block |              | Råda, Västergötland |            | 58.518302, 13.063902 | 10201300040001 | Ladda upp en till bild av detta fornminne |
| Råda 5:1                   | Stensättning                |              | Råda, Västergötland |            | 58.516464, 13.067881 | 10201300050001 | Ladda upp en bild av detta fornminne      |
| Råda 6:1                   | Gravfält                    |              | Råda, Västergötland |            | 58.514888, 13.069214 | 10201300060001 | Ladda upp en bild av detta fornminne      |
| Råda 9:1                   | Gravfält                    |              | Råda, Västergötland |            | 58.508087, 13.076074 | 10201300090001 | Ladda upp en bild av detta fornminne      |
| Vg 40 (Råda 11:1)          | Runristning                 |              | Råda, Västergötland | Råda kyrka | 58.496240, 13.092072 | 10201300110001 | Ladda upp en till bild av detta fornminne |
| Råda 12:1                  | Runristning                 |              | Råda, Västergötland |            | 58.496627, 13.091651 | 10201300120001 | Ladda upp en bild av detta fornminne      |
| Råda 13:1                  | Gravfält                    |              | Råda, Västergötland |            | 58.491799, 13.099678 | 10201300130001 | Ladda upp en bild av detta fornminne      |
| Råda 13:2                  | Hög                         |              | Råda, Västergötland |            | 58.492253, 13.098240 | 10201300130002 | Ladda upp en bild av detta fornminne      |
| Råda 13:3                  | Grav markerad av sten/block |              | Råda, Västergötland |            | 58.491858, 13.101186 | 10201300130003 | Ladda upp en bild av detta fornminne      |
| Råda 28:1                  | Stensättning                |              | Råda, Västergötland |            | 58.518204, 13.098746 | 10201300280001 | Ladda upp en bild av detta fornminne      |
| Råda 36:1                  | Stensättning                |              | Råda, Västergötland |            | 58.490702, 13.096114 | 10201300360001 | Ladda upp en bild av detta fornminne      |
| Råda 37:1                  | Stensättning                |              | Råda, Västergötland |            | 58.489755, 13.104200 | 10201300370001 | Ladda upp en bild av detta fornminne      |
| Råda 38:1                  | Gravfält                    |              | Råda, Västergötland |            | 58.489596, 13.105693 | 10201300380001 | Ladda upp en bild av detta fornminne      |
| Råda 40:1                  | Stensättning                |              | Råda, Västergötland |            | 58.509330, 13.029306 | 10201300400001 | Ladda upp en bild av detta fornminne      |
| Råda 40:2                  | Stensättning                |              | Råda, Västergötland |            | 58.509225, 13.029004 | 10201300400002 | Ladda upp en bild av detta fornminne      |
| Råda 41:1                  | Gravfält                    |              | Råda, Västergötland |            | 58.481023, 13.097207 | 10201300410001 | Ladda upp en bild av detta fornminne      |
| Råda 44:1                  | Stensättning                |              | Råda, Västergötland |            | 58.485725, 13.062266 | 10201300440001 | Ladda upp en bild av detta fornminne      |
| Råda 46:1                  | Gravfält                    |              | Råda, Västergötland |            | 58.475639, 13.050704 | 10201300460001 | Ladda upp en bild av detta fornminne      |
| Råda 64:1                  | Hällristning                |              | Råda, Västergötland |            | 58.474770, 13.050324 | 10201300640001 | Ladda upp en bild av detta fornminne      |
| Råda 64:2                  | Hällristning                |              | Råda, Västergötland |            | 58.474696, 13.049973 | 10201300640002 | Ladda upp en bild av detta fornminne      |
| Råda 64:3                  | Hällristning                |              | Råda, Västergötland |            | 58.474824, 13.050546 | 10201300640003 | Ladda upp en bild av detta fornminne      |
| Råda 64:4                  | Hällristning                |              | Råda, Västergötland |            | 58.474888, 13.050722 | 10201300640004 | Ladda upp en bild av detta fornminne      |
| Råda 64:5                  | Hällristning                |              | Råda, Västergötland |            | 58.474967, 13.050648 | 10201300640005 | Ladda upp en bild av detta fornminne      |
| Råda 65:1                  | Stensättning                |              | Råda, Västergötland |            | 58.476606, 13.051325 | 10201300650001 | Ladda upp en bild av detta fornminne      |
| Råda 65:2                  | Grav markerad av sten/block |              | Råda, Västergötland |            | 58.476672, 13.051478 | 10201300650002 | Ladda upp en bild av detta fornminne      |
| Råda 66:1                  | Hällristning                |              | Råda, Västergötland |            | 58.476040, 13.050775 | 10201300660001 | Ladda upp en bild av detta fornminne      |
| Råda 67:1                  | Hällristning                |              | Råda, Västergötland |            | 58.475512, 13.048897 | 10201300670001 | Ladda upp en bild av detta fornminne      |
| Råda 67:2                  | Hög                         |              | Råda, Västergötland |            | 58.475461, 13.049101 | 10201300670002 | Ladda upp en bild av detta fornminne      |
| Råda 68:1                  | Hällristning                |              | Råda, Västergötland |            | 58.478404, 13.057528 | 10201300680001 | Ladda upp en bild av detta fornminne      |
| Råda 69:1                  | Hällristning                |              | Råda, Västergötland |            | 58.477847, 13.058634 | 10201300690001 | Ladda upp en bild av detta fornminne      |
| Råda 69:2                  | Hällristning                |              | Råda, Västergötland |            | 58.478108, 13.058842 | 10201300690002 | Ladda upp en bild av detta fornminne      |
| Råda 70:1                  | Hällristning                |              | Råda, Västergötland |            | 58.474613, 13.054330 | 10201300700001 | Ladda upp en bild av detta fornminne      |
| Råda 70:2                  | Hällristning                |              | Råda, Västergötland |            | 58.474458, 13.054037 | 10201300700002 | Ladda upp en bild av detta fornminne      |
| Råda 70:3                  | Hällristning                |              | Råda, Västergötland |            | 58.474192, 13.053493 | 10201300700003 | Ladda upp en bild av detta fornminne      |
| Råda 101:1                 | Grav- och boplatsområde     |              | Råda, Västergötland |            | 58.490866, 13.098192 | 10201301010001 | Ladda upp en bild av detta fornminne      |

## Saleby
| Namn                       | Lämningstyp             | Tillkomsttid | Historisk indelning   | Plats | Läge                 | ID-nr          | Bild                                 |
| -------------------------- | ----------------------- | ------------ | --------------------- | ----- | -------------------- | -------------- | ------------------------------------ |
| Saleby 3:1                 | Stenkrets               |              | Saleby, Västergötland |       | 58.391669, 13.161271 | 10201600030001 | Ladda upp en bild av detta fornminne |
| Saleby 4:1                 | Hög                     |              | Saleby, Västergötland |       | 58.384660, 13.175122 | 10201600040001 | Ladda upp en bild av detta fornminne |
| Saleby 7:1                 | Gravfält                |              | Saleby, Västergötland |       | 58.360721, 13.180963 | 10201600070001 | Ladda upp en bild av detta fornminne |
| Torkels grav (Saleby 11:1) | Stensättning            |              | Saleby, Västergötland |       | 58.351111, 13.167973 | 10201600110001 | Ladda upp en bild av detta fornminne |
| Torkels grav (Saleby 11:2) | Stenkrets               |              | Saleby, Västergötland |       | 58.351224, 13.167883 | 10201600110002 | Ladda upp en bild av detta fornminne |
| Saleby 12:1                | Gravfält                |              | Saleby, Västergötland |       | 58.351048, 13.160156 | 10201600120001 | Ladda upp en bild av detta fornminne |
| Saleby 22:1                | Stensättning            |              | Saleby, Västergötland |       | 58.368580, 13.091767 | 10201600220001 | Ladda upp en bild av detta fornminne |
| Korshögen (Saleby 24:1)    | Stensättning            |              | Saleby, Västergötland |       | 58.378220, 13.129989 | 10201600240001 | Ladda upp en bild av detta fornminne |
| Korshögen (Saleby 24:2)    | Hällristning            |              | Saleby, Västergötland |       | 58.378286, 13.129820 | 10201600240002 | Ladda upp en bild av detta fornminne |
| Saleby 37:1                | Grav- och boplatsområde |              | Saleby, Västergötland |       | 58.381487, 13.145671 | 10201600370001 | Ladda upp en bild av detta fornminne |
| Saleby 42:1                | Stensättning            |              | Saleby, Västergötland |       | 58.386044, 13.143051 | 10201600420001 | Ladda upp en bild av detta fornminne |
| Saleby 50:1                | Hög                     |              | Saleby, Västergötland |       | 58.376624, 13.112704 | 10201600500001 | Ladda upp en bild av detta fornminne |
| Saleby 64:1                | Hög                     |              | Saleby, Västergötland |       | 58.371631, 13.130242 | 10201600640001 | Ladda upp en bild av detta fornminne |
| Saleby 64:2                | Stensättning            |              | Saleby, Västergötland |       | 58.371721, 13.130081 | 10201600640002 | Ladda upp en bild av detta fornminne |
| Saleby 76:1                | Stensättning            |              | Saleby, Västergötland |       | 58.358659, 13.175899 | 10201600760001 | Ladda upp en bild av detta fornminne |

## Skalunda
| Namn                            | Lämningstyp  | Tillkomsttid | Historisk indelning     | Plats          | Läge                 | ID-nr          | Bild                                      |
| ------------------------------- | ------------ | ------------ | ----------------------- | -------------- | -------------------- | -------------- | ----------------------------------------- |
| Skalunda hög (Skalunda 3:1)     | Hög          |              | Skalunda, Västergötland |                | 58.552517, 13.003585 | 10202200030001 | Ladda upp en till bild av detta fornminne |
| Skalunda hög (Skalunda 3:2)     | Stenkrets    |              | Skalunda, Västergötland |                | 58.552890, 13.003156 | 10202200030002 | Ladda upp en bild av detta fornminne      |
| Vg 44 (Skalunda 6:1)            | Runristning  |              | Skalunda, Västergötland | Skalunda kyrka | 58.551132, 13.006835 | 10202200060001 | Ladda upp en till bild av detta fornminne |
| Vg 45 (Skalunda 6:2)            | Runristning  |              | Skalunda, Västergötland | Skalunda kyrka | 58.551171, 13.007013 | 10202200060002 | Ladda upp en till bild av detta fornminne |
| Skalunda 6:3                    | Hög          |              | Skalunda, Västergötland |                | 58.551200, 13.007141 | 10202200060003 | Ladda upp en bild av detta fornminne      |
| Kung Skjolms hög (Skalunda 8:1) | Hög          |              | Skalunda, Västergötland |                | 58.548562, 13.012343 | 10202200080001 | Ladda upp en bild av detta fornminne      |
| Skalunda 11:1                   | Stensättning |              | Skalunda, Västergötland |                | 58.550442, 13.042659 | 10202200110001 | Ladda upp en bild av detta fornminne      |
| Skalunda 11:2                   | Stensättning |              | Skalunda, Västergötland |                | 58.550398, 13.042447 | 10202200110002 | Ladda upp en bild av detta fornminne      |
| Skalunda 11:3                   | Stensättning |              | Skalunda, Västergötland |                | 58.550538, 13.042910 | 10202200110003 | Ladda upp en bild av detta fornminne      |
| Skalunda 25:1                   | Gravfält     |              | Skalunda, Västergötland |                | 58.540374, 13.041170 | 10202200250001 | Ladda upp en bild av detta fornminne      |
| Skalunda 44:1                   | Stensättning |              | Skalunda, Västergötland |                | 58.549240, 13.040481 | 10202200440001 | Ladda upp en bild av detta fornminne      |
| Skalunda 44:2                   | Stensättning |              | Skalunda, Västergötland |                | 58.549166, 13.040283 | 10202200440002 | Ladda upp en bild av detta fornminne      |
| Skalunda 49                     | Runristning  |              | Skalunda, Västergötland |                | 58.550921, 13.007608 | 12000000030645 | Ladda upp en bild av detta fornminne      |
| Skalunda 50                     | Runristning  |              | Skalunda, Västergötland |                | 58.550982, 13.007420 | 12000000030646 | Ladda upp en bild av detta fornminne      |

## Strö
| Namn                     | Lämningstyp                 | Tillkomsttid | Historisk indelning | Plats | Läge                 | ID-nr          | Bild                                      |
| ------------------------ | --------------------------- | ------------ | ------------------- | ----- | -------------------- | -------------- | ----------------------------------------- |
| Strö 1:1                 | Stensättning                |              | Strö, Västergötland |       | 58.580665, 13.090624 | 10203800010001 | Ladda upp en bild av detta fornminne      |
| Strö 1:2                 | Stensättning                |              | Strö, Västergötland |       | 58.580503, 13.091010 | 10203800010002 | Ladda upp en bild av detta fornminne      |
| Strö 1:3                 | Stensättning                |              | Strö, Västergötland |       | 58.580386, 13.091079 | 10203800010003 | Ladda upp en bild av detta fornminne      |
| Strö 2:1                 | Stensättning                |              | Strö, Västergötland |       | 58.580790, 13.087506 | 10203800020001 | Ladda upp en bild av detta fornminne      |
| Strö 3:1                 | Grav markerad av sten/block |              | Strö, Västergötland |       | 58.578228, 13.090558 | 10203800030001 | Ladda upp en bild av detta fornminne      |
| Strö 4:1                 | Stensättning                |              | Strö, Västergötland |       | 58.586169, 13.093321 | 10203800040001 | Ladda upp en bild av detta fornminne      |
| Strö 5:1                 | Stensättning                |              | Strö, Västergötland |       | 58.589440, 13.083251 | 10203800050001 | Ladda upp en bild av detta fornminne      |
| Strö 6:1                 | Runristning                 |              | Strö, Västergötland |       | 58.581940, 13.070598 | 10203800060001 | Ladda upp en bild av detta fornminne      |
| Strö 6:2                 | Runristning                 |              | Strö, Västergötland |       | 58.581909, 13.070764 | 10203800060002 | Ladda upp en till bild av detta fornminne |
| Strö 7:1                 | Stensättning                |              | Strö, Västergötland |       | 58.583908, 13.070500 | 10203800070001 | Ladda upp en bild av detta fornminne      |
| Strö 7:2                 | Stensättning                |              | Strö, Västergötland |       | 58.583934, 13.070770 | 10203800070002 | Ladda upp en bild av detta fornminne      |
| Strö 8:1                 | Stensättning                |              | Strö, Västergötland |       | 58.574407, 13.077442 | 10203800080001 | Ladda upp en bild av detta fornminne      |
| Strö 9:1                 | Gravfält                    |              | Strö, Västergötland |       | 58.574907, 13.084207 | 10203800090001 | Ladda upp en bild av detta fornminne      |
| Strö 10:1                | Hög                         |              | Strö, Västergötland |       | 58.576750, 13.083927 | 10203800100001 | Ladda upp en bild av detta fornminne      |
| Strö 11:1                | Stensättning                |              | Strö, Västergötland |       | 58.581850, 13.062265 | 10203800110001 | Ladda upp en bild av detta fornminne      |
| Strö 12:1                | Stensättning                |              | Strö, Västergötland |       | 58.583060, 13.063317 | 10203800120001 | Ladda upp en bild av detta fornminne      |
| Strö 12:2                | Stensättning                |              | Strö, Västergötland |       | 58.583260, 13.063025 | 10203800120002 | Ladda upp en bild av detta fornminne      |
| Strö 12:3                | Stensättning                |              | Strö, Västergötland |       | 58.583112, 13.063651 | 10203800120003 | Ladda upp en bild av detta fornminne      |
| Strö 12:4                | Stensättning                |              | Strö, Västergötland |       | 58.583117, 13.062601 | 10203800120004 | Ladda upp en bild av detta fornminne      |
| Strö 14:1                | Gravfält                    |              | Strö, Västergötland |       | 58.582078, 13.057888 | 10203800140001 | Ladda upp en bild av detta fornminne      |
| Strö 15:1                | Hög                         |              | Strö, Västergötland |       | 58.581235, 13.054568 | 10203800150001 | Ladda upp en bild av detta fornminne      |
| Strö 16:1                | Stensättning                |              | Strö, Västergötland |       | 58.579472, 13.056436 | 10203800160001 | Ladda upp en bild av detta fornminne      |
| Strö 17:1                | Stensättning                |              | Strö, Västergötland |       | 58.579280, 13.061206 | 10203800170001 | Ladda upp en bild av detta fornminne      |
| Strö 17:2                | Stenkrets                   |              | Strö, Västergötland |       | 58.579259, 13.060970 | 10203800170002 | Ladda upp en bild av detta fornminne      |
| Strö 18:1                | Stensättning                |              | Strö, Västergötland |       | 58.579246, 13.063805 | 10203800180001 | Ladda upp en bild av detta fornminne      |
| Strö 19:1                | Stensättning                |              | Strö, Västergötland |       | 58.576858, 13.068187 | 10203800190001 | Ladda upp en bild av detta fornminne      |
| Hjorterör (Strö 20:1)    | Röse                        |              | Strö, Västergötland |       | 58.588309, 13.058119 | 10203800200001 | Ladda upp en bild av detta fornminne      |
| Hjorterör (Strö 20:2)    | Stensättning                |              | Strö, Västergötland |       | 58.588149, 13.058439 | 10203800200002 | Ladda upp en bild av detta fornminne      |
| Strö 21:1                | Stensättning                |              | Strö, Västergötland |       | 58.590716, 13.045428 | 10203800210001 | Ladda upp en bild av detta fornminne      |
| Strö 21:2                | Stensättning                |              | Strö, Västergötland |       | 58.590914, 13.045757 | 10203800210002 | Ladda upp en bild av detta fornminne      |
| Strö 22:1                | Röse                        |              | Strö, Västergötland |       | 58.586943, 13.052112 | 10203800220001 | Ladda upp en bild av detta fornminne      |
| Strö 22:2                | Stensättning                |              | Strö, Västergötland |       | 58.587105, 13.052366 | 10203800220002 | Ladda upp en bild av detta fornminne      |
| Strö 22:3                | Stenkrets                   |              | Strö, Västergötland |       | 58.586824, 13.051846 | 10203800220003 | Ladda upp en bild av detta fornminne      |
| Strö 23:1                | Gravfält                    |              | Strö, Västergötland |       | 58.587342, 13.050228 | 10203800230001 | Ladda upp en bild av detta fornminne      |
| Strö 24:1                | Stensättning                |              | Strö, Västergötland |       | 58.587372, 13.049298 | 10203800240001 | Ladda upp en bild av detta fornminne      |
| Strö 26:1                | Hög                         |              | Strö, Västergötland |       | 58.588977, 13.050822 | 10203800260001 | Ladda upp en bild av detta fornminne      |
| Strö 26:2                | Hög                         |              | Strö, Västergötland |       | 58.588897, 13.050524 | 10203800260002 | Ladda upp en bild av detta fornminne      |
| Strö 27:1                | Röse                        |              | Strö, Västergötland |       | 58.591038, 13.051174 | 10203800270001 | Ladda upp en bild av detta fornminne      |
| Strö 28:1                | Stensättning                |              | Strö, Västergötland |       | 58.591516, 13.051952 | 10203800280001 | Ladda upp en bild av detta fornminne      |
| Strö 30:1                | Röse                        |              | Strö, Västergötland |       | 58.592520, 13.048035 | 10203800300001 | Ladda upp en bild av detta fornminne      |
| Strö 30:2                | Stensättning                |              | Strö, Västergötland |       | 58.592332, 13.047932 | 10203800300002 | Ladda upp en bild av detta fornminne      |
| Strö 32:1                | Röse                        |              | Strö, Västergötland |       | 58.594383, 13.053850 | 10203800320001 | Ladda upp en bild av detta fornminne      |
| Strö 33:1                | Hög                         |              | Strö, Västergötland |       | 58.589095, 13.046825 | 10203800330001 | Ladda upp en bild av detta fornminne      |
| Strö 36:1                | Röse                        |              | Strö, Västergötland |       | 58.592833, 13.055480 | 10203800360001 | Ladda upp en bild av detta fornminne      |
| Strö 36:2                | Stensättning                |              | Strö, Västergötland |       | 58.592733, 13.055711 | 10203800360002 | Ladda upp en bild av detta fornminne      |
| Strö 37:1                | Grav- och boplatsområde     |              | Strö, Västergötland |       | 58.591192, 13.053682 | 10203800370001 | Ladda upp en bild av detta fornminne      |
| Strö 39:1                | Stensättning                |              | Strö, Västergötland |       | 58.595185, 13.057511 | 10203800390001 | Ladda upp en bild av detta fornminne      |
| Strö 41:1                | Röse                        |              | Strö, Västergötland |       | 58.595341, 13.064940 | 10203800410001 | Ladda upp en bild av detta fornminne      |
| Strö 41:2                | Stensättning                |              | Strö, Västergötland |       | 58.595431, 13.065438 | 10203800410002 | Ladda upp en bild av detta fornminne      |
| Strö 43:1                | Stensättning                |              | Strö, Västergötland |       | 58.593843, 13.064896 | 10203800430001 | Ladda upp en bild av detta fornminne      |
| Strö 44:1                | Hög                         |              | Strö, Västergötland |       | 58.593428, 13.063755 | 10203800440001 | Ladda upp en bild av detta fornminne      |
| Strö 44:3                | Stensättning                |              | Strö, Västergötland |       | 58.593221, 13.064106 | 10203800440003 | Ladda upp en bild av detta fornminne      |
| Strö 44:4                | Stensättning                |              | Strö, Västergötland |       | 58.593112, 13.064120 | 10203800440004 | Ladda upp en bild av detta fornminne      |
| Strö 45:1                | Stensättning                |              | Strö, Västergötland |       | 58.593195, 13.065027 | 10203800450001 | Ladda upp en bild av detta fornminne      |
| Strö 45:2                | Stensättning                |              | Strö, Västergötland |       | 58.593175, 13.064729 | 10203800450002 | Ladda upp en bild av detta fornminne      |
| Strö 46:1                | Röse                        |              | Strö, Västergötland |       | 58.593470, 13.066333 | 10203800460001 | Ladda upp en bild av detta fornminne      |
| Strö 46:4                | Stensättning                |              | Strö, Västergötland |       | 58.593573, 13.066121 | 10203800460004 | Ladda upp en bild av detta fornminne      |
| Strö 53:1                | Stensättning                |              | Strö, Västergötland |       | 58.591620, 13.062286 | 10203800530001 | Ladda upp en bild av detta fornminne      |
| Strö 53:2                | Stensättning                |              | Strö, Västergötland |       | 58.591492, 13.062191 | 10203800530002 | Ladda upp en bild av detta fornminne      |
| Strö 58:1                | Stensättning                |              | Strö, Västergötland |       | 58.598340, 13.076926 | 10203800580001 | Ladda upp en bild av detta fornminne      |
| Strö 58:2                | Stensättning                |              | Strö, Västergötland |       | 58.598078, 13.077011 | 10203800580002 | Ladda upp en bild av detta fornminne      |
| Strö 58:3                | Stensättning                |              | Strö, Västergötland |       | 58.598021, 13.076465 | 10203800580003 | Ladda upp en bild av detta fornminne      |
| Strö 58:4                | Stensättning                |              | Strö, Västergötland |       | 58.598118, 13.076518 | 10203800580004 | Ladda upp en bild av detta fornminne      |
| Strö 59:1                | Stensättning                |              | Strö, Västergötland |       | 58.598972, 13.078261 | 10203800590001 | Ladda upp en bild av detta fornminne      |
| Strö 63:1                | Stensättning                |              | Strö, Västergötland |       | 58.598180, 13.064546 | 10203800630001 | Ladda upp en bild av detta fornminne      |
| Strö 64:2                | Stensättning                |              | Strö, Västergötland |       | 58.598720, 13.071986 | 10203800640002 | Ladda upp en bild av detta fornminne      |
| Strö 65:1                | Stensättning                |              | Strö, Västergötland |       | 58.588675, 13.070433 | 10203800650001 | Ladda upp en bild av detta fornminne      |
| Strö 66:1                | Slott/herresäte             |              | Strö, Västergötland |       | 58.609950, 13.077623 | 10203800660001 | Ladda upp en bild av detta fornminne      |
| Strö 68:1                | Minnesmärke                 |              | Strö, Västergötland |       | 58.595254, 13.081599 | 10203800680001 | Ladda upp en bild av detta fornminne      |
| Minneslunden (Strö 69:1) | Minnesmärke                 |              | Strö, Västergötland |       | 58.591687, 13.080378 | 10203800690001 | Ladda upp en bild av detta fornminne      |
| Minneslunden (Strö 69:2) | Minnesmärke                 |              | Strö, Västergötland |       | 58.591768, 13.080577 | 10203800690002 | Ladda upp en bild av detta fornminne      |
| Minneslunden (Strö 69:3) | Minnesmärke                 |              | Strö, Västergötland |       | 58.591833, 13.080649 | 10203800690003 | Ladda upp en bild av detta fornminne      |
| Minneslunden (Strö 69:4) | Minnesmärke                 |              | Strö, Västergötland |       | 58.591880, 13.080617 | 10203800690004 | Ladda upp en bild av detta fornminne      |
| Minneslunden (Strö 69:5) | Minnesmärke                 |              | Strö, Västergötland |       | 58.591714, 13.080631 | 10203800690005 | Ladda upp en bild av detta fornminne      |
| Minneslunden (Strö 69:6) | Minnesmärke                 |              | Strö, Västergötland |       | 58.591735, 13.080744 | 10203800690006 | Ladda upp en bild av detta fornminne      |
| Minneslunden (Strö 69:7) | Minnesmärke                 |              | Strö, Västergötland |       | 58.591766, 13.080830 | 10203800690007 | Ladda upp en bild av detta fornminne      |
| Minneslunden (Strö 69:8) | Minnesmärke                 |              | Strö, Västergötland |       | 58.591880, 13.080617 | 10203800690008 | Ladda upp en bild av detta fornminne      |
| Strö 70:1                | Minnesmärke                 |              | Strö, Västergötland |       | 58.594019, 13.083318 | 10203800700001 | Ladda upp en bild av detta fornminne      |
| Strö 71:1                | Stensättning                |              | Strö, Västergötland |       | 58.592500, 13.096149 | 10203800710001 | Ladda upp en bild av detta fornminne      |
| Strö 71:2                | Stensättning                |              | Strö, Västergötland |       | 58.592472, 13.095896 | 10203800710002 | Ladda upp en bild av detta fornminne      |
| Strö 71:3                | Stensättning                |              | Strö, Västergötland |       | 58.592469, 13.095700 | 10203800710003 | Ladda upp en bild av detta fornminne      |
| Strö 73:1                | Stenkrets                   |              | Strö, Västergötland |       | 58.625912, 13.081337 | 10203800730001 | Ladda upp en bild av detta fornminne      |
| Strö 73:2                | Stenkrets                   |              | Strö, Västergötland |       | 58.625876, 13.081509 | 10203800730002 | Ladda upp en bild av detta fornminne      |
| Strö 73:3                | Stenkrets                   |              | Strö, Västergötland |       | 58.625818, 13.081338 | 10203800730003 | Ladda upp en bild av detta fornminne      |
| Strö 75:1                | Stenkrets                   |              | Strö, Västergötland |       | 58.575487, 13.082022 | 10203800750001 | Ladda upp en bild av detta fornminne      |
| Strö 76:1                | Hällristning                |              | Strö, Västergötland |       | 58.591623, 13.085821 | 10203800760001 | Ladda upp en bild av detta fornminne      |
| Strö 77:1                | Hällristning                |              | Strö, Västergötland |       | 58.592952, 13.084462 | 10203800770001 | Ladda upp en bild av detta fornminne      |
| Strö 84:1                | Stensättning                |              | Strö, Västergötland |       | 58.585888, 13.072501 | 10203800840001 | Ladda upp en bild av detta fornminne      |
| Strö 94:1                | Stensättning                |              | Strö, Västergötland |       | 58.622822, 13.106616 | 10203800940001 | Ladda upp en bild av detta fornminne      |
| Strö 98:1                | Stensättning                |              | Strö, Västergötland |       | 58.563793, 13.086897 | 10203800980001 | Ladda upp en bild av detta fornminne      |
| Strö 100:1               | Hög                         |              | Strö, Västergötland |       | 58.569726, 13.087170 | 10203801000001 | Ladda upp en bild av detta fornminne      |
| Strö 101:1               | Hög                         |              | Strö, Västergötland |       | 58.570265, 13.087051 | 10203801010001 | Ladda upp en bild av detta fornminne      |
| Strö 101:2               | Stensättning                |              | Strö, Västergötland |       | 58.570339, 13.087270 | 10203801010002 | Ladda upp en bild av detta fornminne      |
| Strö 101:3               | Stensättning                |              | Strö, Västergötland |       | 58.570377, 13.087494 | 10203801010003 | Ladda upp en bild av detta fornminne      |
| Strö 102:1               | Stensättning                |              | Strö, Västergötland |       | 58.571349, 13.081611 | 10203801020001 | Ladda upp en bild av detta fornminne      |
| Strö 109:1               | Stensättning                |              | Strö, Västergötland |       | 58.601188, 13.103639 | 10203801090001 | Ladda upp en bild av detta fornminne      |
| Strö 110:1               | Stensättning                |              | Strö, Västergötland |       | 58.604780, 13.082708 | 10203801100001 | Ladda upp en bild av detta fornminne      |

## Sunnersberg
| Namn                            | Lämningstyp  | Tillkomsttid | Historisk indelning        | Plats | Läge                 | ID-nr          | Bild                                      |
| ------------------------------- | ------------ | ------------ | -------------------------- | ----- | -------------------- | -------------- | ----------------------------------------- |
| Stenhusbacken (Sunnersberg 4:1) | Gravfält     |              | Sunnersberg, Västergötland |       | 58.583891, 13.115415 | 10203900040001 | Ladda upp en till bild av detta fornminne |
| Sunnersberg 11:1                | Gravfält     |              | Sunnersberg, Västergötland |       | 58.586307, 13.117475 | 10203900110001 | Ladda upp en bild av detta fornminne      |
| Sunnersberg 12:1                | Hög          |              | Sunnersberg, Västergötland |       | 58.586915, 13.123727 | 10203900120001 | Ladda upp en bild av detta fornminne      |
| Sunnersberg 12:2                | Stensättning |              | Sunnersberg, Västergötland |       | 58.587055, 13.123893 | 10203900120002 | Ladda upp en bild av detta fornminne      |
| Sunnersberg 13:1                | Gravfält     |              | Sunnersberg, Västergötland |       | 58.569902, 13.114895 | 10203900130001 | Ladda upp en bild av detta fornminne      |
| Sunnersberg 14:1                | Stensättning |              | Sunnersberg, Västergötland |       | 58.571696, 13.113437 | 10203900140001 | Ladda upp en bild av detta fornminne      |
| Sunnersberg 14:2                | Stensättning |              | Sunnersberg, Västergötland |       | 58.571492, 13.113561 | 10203900140002 | Ladda upp en bild av detta fornminne      |
| Sunnersberg 15:1                | Stensättning |              | Sunnersberg, Västergötland |       | 58.587304, 13.140797 | 10203900150001 | Ladda upp en bild av detta fornminne      |
| Sunnersberg 15:2                | Stensättning |              | Sunnersberg, Västergötland |       | 58.587398, 13.140949 | 10203900150002 | Ladda upp en bild av detta fornminne      |
| Sunnersberg 16:1                | Stensättning |              | Sunnersberg, Västergötland |       | 58.595264, 13.112960 | 10203900160001 | Ladda upp en bild av detta fornminne      |
| Sunnersberg 17:1                | Stensättning |              | Sunnersberg, Västergötland |       | 58.594682, 13.111984 | 10203900170001 | Ladda upp en bild av detta fornminne      |
| Sunnersberg 17:2                | Stensättning |              | Sunnersberg, Västergötland |       | 58.594836, 13.111324 | 10203900170002 | Ladda upp en bild av detta fornminne      |
| Sunnersberg 18:1                | Gravfält     |              | Sunnersberg, Västergötland |       | 58.594196, 13.111335 | 10203900180001 | Ladda upp en bild av detta fornminne      |
| Sunnersberg 19:1                | Gravfält     |              | Sunnersberg, Västergötland |       | 58.586987, 13.101103 | 10203900190001 | Ladda upp en bild av detta fornminne      |
| Sunnersberg 20:1                | Stensättning |              | Sunnersberg, Västergötland |       | 58.576904, 13.117880 | 10203900200001 | Ladda upp en bild av detta fornminne      |
| Sunnersberg 22:1                | Stensättning |              | Sunnersberg, Västergötland |       | 58.585165, 13.150998 | 10203900220001 | Ladda upp en bild av detta fornminne      |
| Sunnersberg 24:1                | Stensättning |              | Sunnersberg, Västergötland |       | 58.561943, 13.147876 | 10203900240001 | Ladda upp en bild av detta fornminne      |
| Sunnersberg 24:2                | Stensättning |              | Sunnersberg, Västergötland |       | 58.561854, 13.147646 | 10203900240002 | Ladda upp en bild av detta fornminne      |
| Sunnersberg 24:3                | Stensättning |              | Sunnersberg, Västergötland |       | 58.561907, 13.147760 | 10203900240003 | Ladda upp en bild av detta fornminne      |
| Sunnersberg 26:1                | Gravfält     |              | Sunnersberg, Västergötland |       | 58.554790, 13.159654 | 10203900260001 | Ladda upp en bild av detta fornminne      |
| Sunnersberg 27:1                | Stensättning |              | Sunnersberg, Västergötland |       | 58.582467, 13.102217 | 10203900270001 | Ladda upp en bild av detta fornminne      |
| Sunnersberg 27:2                | Stensättning |              | Sunnersberg, Västergötland |       | 58.582289, 13.102222 | 10203900270002 | Ladda upp en bild av detta fornminne      |
| Sunnersberg 27:3                | Stensättning |              | Sunnersberg, Västergötland |       | 58.582106, 13.102200 | 10203900270003 | Ladda upp en bild av detta fornminne      |
| Sunnersberg 28:1                | Minnesmärke  |              | Sunnersberg, Västergötland |       | 58.589036, 13.106265 | 10203900280001 | Ladda upp en bild av detta fornminne      |
| Sunnersberg 29:1                | Hög          |              | Sunnersberg, Västergötland |       | 58.577646, 13.101619 | 10203900290001 | Ladda upp en bild av detta fornminne      |
| Sunnersberg 30:1                | Stensättning |              | Sunnersberg, Västergötland |       | 58.579366, 13.116116 | 10203900300001 | Ladda upp en bild av detta fornminne      |
| Sunnersberg 32:1                | Stensättning |              | Sunnersberg, Västergötland |       | 58.580787, 13.111454 | 10203900320001 | Ladda upp en bild av detta fornminne      |
| Sunnersberg 32:2                | Stensättning |              | Sunnersberg, Västergötland |       | 58.580479, 13.112101 | 10203900320002 | Ladda upp en bild av detta fornminne      |
| Sunnersberg 35:1                | Stensättning |              | Sunnersberg, Västergötland |       | 58.566183, 13.104668 | 10203900350001 | Ladda upp en bild av detta fornminne      |
| Sunnersberg 36:1                | Stensättning |              | Sunnersberg, Västergötland |       | 58.599560, 13.149376 | 10203900360001 | Ladda upp en bild av detta fornminne      |
| Sunnersberg 41:1                | Stensättning |              | Sunnersberg, Västergötland |       | 58.601189, 13.187715 | 10203900410001 | Ladda upp en bild av detta fornminne      |
| Sunnersberg 45:1                | Stensättning |              | Sunnersberg, Västergötland |       | 58.589106, 13.156369 | 10203900450001 | Ladda upp en bild av detta fornminne      |
| Sunnersberg 46:1                | Hög          |              | Sunnersberg, Västergötland |       | 58.574244, 13.136598 | 10203900460001 | Ladda upp en bild av detta fornminne      |
| Sunnersberg 49:1                | Gravfält     |              | Sunnersberg, Västergötland |       | 58.546634, 13.145370 | 10203900490001 | Ladda upp en bild av detta fornminne      |
| Sunnersberg 50:1                | Gravfält     |              | Sunnersberg, Västergötland |       | 58.547498, 13.146037 | 10203900500001 | Ladda upp en bild av detta fornminne      |
| Sunnersberg 51:1                | Gravfält     |              | Sunnersberg, Västergötland |       | 58.546026, 13.148124 | 10203900510001 | Ladda upp en bild av detta fornminne      |
| Sunnersberg 53:1                | Stensättning |              | Sunnersberg, Västergötland |       | 58.604334, 13.115263 | 10203900530001 | Ladda upp en bild av detta fornminne      |
| Sunnersberg 53:2                | Stensättning |              | Sunnersberg, Västergötland |       | 58.604403, 13.114892 | 10203900530002 | Ladda upp en bild av detta fornminne      |
| Sunnersberg 53:3                | Stensättning |              | Sunnersberg, Västergötland |       | 58.604571, 13.115232 | 10203900530003 | Ladda upp en bild av detta fornminne      |
| Sunnersberg 53:4                | Stensättning |              | Sunnersberg, Västergötland |       | 58.603930, 13.114871 | 10203900530004 | Ladda upp en bild av detta fornminne      |
| Sunnersberg 54:1                | Stensättning |              | Sunnersberg, Västergötland |       | 58.577094, 13.124281 | 10203900540001 | Ladda upp en bild av detta fornminne      |
| Sunnersberg 54:2                | Stensättning |              | Sunnersberg, Västergötland |       | 58.576586, 13.123912 | 10203900540002 | Ladda upp en bild av detta fornminne      |
| Sunnersberg 55:1                | Stensättning |              | Sunnersberg, Västergötland |       | 58.576250, 13.125668 | 10203900550001 | Ladda upp en bild av detta fornminne      |
| Sunnersberg 55:2                | Stensättning |              | Sunnersberg, Västergötland |       | 58.576184, 13.125184 | 10203900550002 | Ladda upp en bild av detta fornminne      |
| Sunnersberg 58:1                | Stensättning |              | Sunnersberg, Västergötland |       | 58.599874, 13.110230 | 10203900580001 | Ladda upp en bild av detta fornminne      |
| Sunnersberg 58:2                | Stenkrets    |              | Sunnersberg, Västergötland |       | 58.599518, 13.110240 | 10203900580002 | Ladda upp en bild av detta fornminne      |
| Sunnersberg 58:3                | Stenkrets    |              | Sunnersberg, Västergötland |       | 58.599389, 13.110007 | 10203900580003 | Ladda upp en bild av detta fornminne      |
| Sunnersberg 58:4                | Stenkrets    |              | Sunnersberg, Västergötland |       | 58.599322, 13.109675 | 10203900580004 | Ladda upp en bild av detta fornminne      |
| Sunnersberg 60:1                | Stensättning |              | Sunnersberg, Västergötland |       | 58.603122, 13.134361 | 10203900600001 | Ladda upp en bild av detta fornminne      |
| Sunnersberg 62:1                | Stensättning |              | Sunnersberg, Västergötland |       | 58.599797, 13.113817 | 10203900620001 | Ladda upp en bild av detta fornminne      |
| Sunnersberg 65:1                | Stensättning |              | Sunnersberg, Västergötland |       | 58.578130, 13.150400 | 10203900650001 | Ladda upp en bild av detta fornminne      |
| Sunnersberg 68:1                | Stensättning |              | Sunnersberg, Västergötland |       | 58.574143, 13.148315 | 10203900680001 | Ladda upp en bild av detta fornminne      |
| Sunnersberg 68:2                | Stensättning |              | Sunnersberg, Västergötland |       | 58.574021, 13.148500 | 10203900680002 | Ladda upp en bild av detta fornminne      |
| Sunnersberg 68:3                | Stensättning |              | Sunnersberg, Västergötland |       | 58.573895, 13.148287 | 10203900680003 | Ladda upp en bild av detta fornminne      |
| Sunnersberg 68:4                | Stensättning |              | Sunnersberg, Västergötland |       | 58.573999, 13.149273 | 10203900680004 | Ladda upp en bild av detta fornminne      |
| Sunnersberg 69:1                | Hällristning |              | Sunnersberg, Västergötland |       | 58.570293, 13.137334 | 10203900690001 | Ladda upp en bild av detta fornminne      |
| Sunnersberg 70:1                | Gravfält     |              | Sunnersberg, Västergötland |       | 58.571411, 13.138254 | 10203900700001 | Ladda upp en bild av detta fornminne      |
| Sunnersberg 71:1                | Hällristning |              | Sunnersberg, Västergötland |       | 58.572300, 13.137552 | 10203900710001 | Ladda upp en bild av detta fornminne      |
| Sunnersberg 71:2                | Hällristning |              | Sunnersberg, Västergötland |       | 58.572286, 13.137517 | 10203900710002 | Ladda upp en bild av detta fornminne      |
| Sunnersberg 72:1                | Stensättning |              | Sunnersberg, Västergötland |       | 58.569579, 13.143979 | 10203900720001 | Ladda upp en bild av detta fornminne      |
| Sunnersberg 74:1                | Hög          |              | Sunnersberg, Västergötland |       | 58.575633, 13.124233 | 10203900740001 | Ladda upp en bild av detta fornminne      |
| Sunnersberg 76:1                | Stensättning |              | Sunnersberg, Västergötland |       | 58.575107, 13.111404 | 10203900760001 | Ladda upp en bild av detta fornminne      |
| Sunnersberg 77:1                | Hällristning |              | Sunnersberg, Västergötland |       | 58.561789, 13.131798 | 10203900770001 | Ladda upp en bild av detta fornminne      |
| Sunnersberg 80:1                | Stensättning |              | Sunnersberg, Västergötland |       | 58.571873, 13.118387 | 10203900800001 | Ladda upp en bild av detta fornminne      |
| Sunnersberg 83:2                | Stensättning |              | Sunnersberg, Västergötland |       | 58.570593, 13.144027 | 10203900830002 | Ladda upp en bild av detta fornminne      |
| Sunnersberg 83:3                | Stensättning |              | Sunnersberg, Västergötland |       | 58.570374, 13.144985 | 10203900830003 | Ladda upp en bild av detta fornminne      |
| Sunnersberg 91:1                | Stensättning |              | Sunnersberg, Västergötland |       | 58.546028, 13.145179 | 10203900910001 | Ladda upp en bild av detta fornminne      |
| Sunnersberg 91:2                | Stensättning |              | Sunnersberg, Västergötland |       | 58.545959, 13.144511 | 10203900910002 | Ladda upp en bild av detta fornminne      |
| Sunnersberg 91:3                | Stensättning |              | Sunnersberg, Västergötland |       | 58.545740, 13.144723 | 10203900910003 | Ladda upp en bild av detta fornminne      |
| Sunnersberg 93:1                | Stensättning |              | Sunnersberg, Västergötland |       | 58.547664, 13.137661 | 10203900930001 | Ladda upp en bild av detta fornminne      |

## Sävare
| Namn                       | Lämningstyp                 | Tillkomsttid | Historisk indelning   | Plats | Läge                 | ID-nr          | Bild                                 |
| -------------------------- | --------------------------- | ------------ | --------------------- | ----- | -------------------- | -------------- | ------------------------------------ |
| Sävare 3:1                 | Stenkrets                   |              | Sävare, Västergötland |       | 58.463588, 13.281631 | 10204700030001 | Ladda upp en bild av detta fornminne |
| Grannehög (Sävare 4:1)     | Stensättning                |              | Sävare, Västergötland |       | 58.466535, 13.280603 | 10204700040001 | Ladda upp en bild av detta fornminne |
| Sävare 6:1                 | Stenkrets                   |              | Sävare, Västergötland |       | 58.475096, 13.290609 | 10204700060001 | Ladda upp en bild av detta fornminne |
| Sävare 6:2                 | Stenkrets                   |              | Sävare, Västergötland |       | 58.475072, 13.290844 | 10204700060002 | Ladda upp en bild av detta fornminne |
| Sävare 6:3                 | Stenkrets                   |              | Sävare, Västergötland |       | 58.474802, 13.289663 | 10204700060003 | Ladda upp en bild av detta fornminne |
| Sävare 9:1                 | Stensättning                |              | Sävare, Västergötland |       | 58.473283, 13.286582 | 10204700090001 | Ladda upp en bild av detta fornminne |
| Sävare 12:1                | Grav markerad av sten/block |              | Sävare, Västergötland |       | 58.473754, 13.279366 | 10204700120001 | Ladda upp en bild av detta fornminne |
| Sävare 12:2                | Hällristning                |              | Sävare, Västergötland |       | 58.473754, 13.279366 | 10204700120002 | Ladda upp en bild av detta fornminne |
| Sävare 14:1                | Hällristning                |              | Sävare, Västergötland |       | 58.473279, 13.278481 | 10204700140001 | Ladda upp en bild av detta fornminne |
| Domareringen (Sävare 16:1) | Stenkrets                   |              | Sävare, Västergötland |       | 58.441390, 13.265710 | 10204700160001 | Ladda upp en bild av detta fornminne |
| Sävare 20:1                | Stenkrets                   |              | Sävare, Västergötland |       | 58.480579, 13.247953 | 10204700200001 | Ladda upp en bild av detta fornminne |
| Sävare 22:1                | Hög                         |              | Sävare, Västergötland |       | 58.479187, 13.251329 | 10204700220001 | Ladda upp en bild av detta fornminne |
| Sävare 35:1                | Stensättning                |              | Sävare, Västergötland |       | 58.467895, 13.283933 | 10204700350001 | Ladda upp en bild av detta fornminne |

## Söne
| Namn                    | Lämningstyp  | Tillkomsttid | Historisk indelning | Plats | Läge                 | ID-nr          | Bild                                 |
| ----------------------- | ------------ | ------------ | ------------------- | ----- | -------------------- | -------------- | ------------------------------------ |
| Söne 1:1                | Röse         |              | Söne, Västergötland |       | 58.542533, 12.929555 | 10205300010001 | Ladda upp en bild av detta fornminne |
| Söne 2:1                | Röse         |              | Söne, Västergötland |       | 58.540219, 12.942012 | 10205300020001 | Ladda upp en bild av detta fornminne |
| Söne 3:1                | Hög          |              | Söne, Västergötland |       | 58.540071, 12.952134 | 10205300030001 | Ladda upp en bild av detta fornminne |
| Söne 4:1                | Stensättning |              | Söne, Västergötland |       | 58.538122, 12.960667 | 10205300040001 | Ladda upp en bild av detta fornminne |
| Söne 4:2                | Stensättning |              | Söne, Västergötland |       | 58.537914, 12.960538 | 10205300040002 | Ladda upp en bild av detta fornminne |
| Söne 10:1               | Stensättning |              | Söne, Västergötland |       | 58.562842, 12.961145 | 10205300100001 | Ladda upp en bild av detta fornminne |
| Söne 15:2               | Stensättning |              | Söne, Västergötland |       | 58.553859, 12.938943 | 10205300150002 | Ladda upp en bild av detta fornminne |
| Söne 16:1               | Stensättning |              | Söne, Västergötland |       | 58.553561, 12.940616 | 10205300160001 | Ladda upp en bild av detta fornminne |
| Söne 17:1               | Stensättning |              | Söne, Västergötland |       | 58.552645, 12.940498 | 10205300170001 | Ladda upp en bild av detta fornminne |
| Söne 22:1               | Stensättning |              | Söne, Västergötland |       | 58.550937, 12.955725 | 10205300220001 | Ladda upp en bild av detta fornminne |
| Söne 24:1               | Stensättning |              | Söne, Västergötland |       | 58.549527, 12.961535 | 10205300240001 | Ladda upp en bild av detta fornminne |
| Söne 28:1               | Röse         |              | Söne, Västergötland |       | 58.528207, 12.920182 | 10205300280001 | Ladda upp en bild av detta fornminne |
| Söne 29:1               | Röse         |              | Söne, Västergötland |       | 58.541944, 12.923038 | 10205300290001 | Ladda upp en bild av detta fornminne |
| Söne 30:1               | Röse         |              | Söne, Västergötland |       | 58.542257, 12.923762 | 10205300300001 | Ladda upp en bild av detta fornminne |
| Söne 31:1               | Stensättning |              | Söne, Västergötland |       | 58.542257, 12.926100 | 10205300310001 | Ladda upp en bild av detta fornminne |
| Söne 32:1               | Röse         |              | Söne, Västergötland |       | 58.548373, 12.936829 | 10205300320001 | Ladda upp en bild av detta fornminne |
| Söne 33:1               | Stensättning |              | Söne, Västergötland |       | 58.550111, 12.937700 | 10205300330001 | Ladda upp en bild av detta fornminne |
| Söne 36:1               | Stensättning |              | Söne, Västergötland |       | 58.550512, 12.976784 | 10205300360001 | Ladda upp en bild av detta fornminne |
| Söne 43:1               | Hög          |              | Söne, Västergötland |       | 58.538640, 12.988204 | 10205300430001 | Ladda upp en bild av detta fornminne |
| Söne 43:2               | Hög          |              | Söne, Västergötland |       | 58.538515, 12.987402 | 10205300430002 | Ladda upp en bild av detta fornminne |
| Jättedansen (Söne 44:1) | Stenkrets    |              | Söne, Västergötland |       | 58.535110, 12.980860 | 10205300440001 | Ladda upp en bild av detta fornminne |
| Söne 45:1               | Stensättning |              | Söne, Västergötland |       | 58.533195, 12.978896 | 10205300450001 | Ladda upp en bild av detta fornminne |
| Söne 45:2               | Stenkrets    |              | Söne, Västergötland |       | 58.533087, 12.978804 | 10205300450002 | Ladda upp en bild av detta fornminne |
| Söne 46:1               | Gravfält     |              | Söne, Västergötland |       | 58.528690, 12.977520 | 10205300460001 | Ladda upp en bild av detta fornminne |
| Söne 50:1               | Röse         |              | Söne, Västergötland |       | 58.530063, 12.947231 | 10205300500001 | Ladda upp en bild av detta fornminne |
| Söne 50:2               | Röse         |              | Söne, Västergötland |       | 58.530008, 12.946989 | 10205300500002 | Ladda upp en bild av detta fornminne |
| Söne 65:1               | Gravfält     |              | Söne, Västergötland |       | 58.559572, 12.975666 | 10205300650001 | Ladda upp en bild av detta fornminne |
| Söne 66:1               | Stensättning |              | Söne, Västergötland |       | 58.567193, 12.940976 | 10205300660001 | Ladda upp en bild av detta fornminne |
| Söne 69:1               | Stensättning |              | Söne, Västergötland |       | 58.549271, 12.960046 | 10205300690001 | Ladda upp en bild av detta fornminne |
| Höga (Söne 75:1)        | Gravfält     |              | Söne, Västergötland |       | 58.537602, 12.978470 | 10205300750001 | Ladda upp en bild av detta fornminne |
| Höga (Söne 75:3)        | Hög          |              | Söne, Västergötland |       | 58.536771, 12.977171 | 10205300750003 | Ladda upp en bild av detta fornminne |
| Söne 79:1               | Stensättning |              | Söne, Västergötland |       | 58.517604, 12.964961 | 10205300790001 | Ladda upp en bild av detta fornminne |
| Söne 80:1               | Stensättning |              | Söne, Västergötland |       | 58.577375, 12.949823 | 10205300800001 | Ladda upp en bild av detta fornminne |

## Tranum
| Namn        | Lämningstyp      | Tillkomsttid | Historisk indelning   | Plats | Läge                 | ID-nr          | Bild                                 |
| ----------- | ---------------- | ------------ | --------------------- | ----- | -------------------- | -------------- | ------------------------------------ |
| Tranum 1:1  | Begravningsplats |              | Tranum, Västergötland |       | 58.459066, 12.875605 | 10206300010001 | Ladda upp en bild av detta fornminne |
| Tranum 2:1  | Hällristning     |              | Tranum, Västergötland |       | 58.459645, 12.878588 | 10206300020001 | Ladda upp en bild av detta fornminne |
| Tranum 3:1  | Hällristning     |              | Tranum, Västergötland |       | 58.457601, 12.875458 | 10206300030001 | Ladda upp en bild av detta fornminne |
| Tranum 7:1  | Stensättning     |              | Tranum, Västergötland |       | 58.469792, 12.867792 | 10206300070001 | Ladda upp en bild av detta fornminne |
| Tranum 12:1 | Stensättning     |              | Tranum, Västergötland |       | 58.455539, 12.848439 | 10206300120001 | Ladda upp en bild av detta fornminne |
| Tranum 17:2 | Hällristning     |              | Tranum, Västergötland |       | 58.440055, 12.849500 | 10206300170002 | Ladda upp en bild av detta fornminne |
| Tranum 18:1 | Stenkrets        |              | Tranum, Västergötland |       | 58.452998, 12.870280 | 10206300180001 | Ladda upp en bild av detta fornminne |
| Tranum 18:2 | Stenkrets        |              | Tranum, Västergötland |       | 58.452907, 12.870014 | 10206300180002 | Ladda upp en bild av detta fornminne |
| Tranum 18:3 | Stenkrets        |              | Tranum, Västergötland |       | 58.452777, 12.870262 | 10206300180003 | Ladda upp en bild av detta fornminne |
| Tranum 22:1 | Hällristning     |              | Tranum, Västergötland |       | 58.458557, 12.860778 | 10206300220001 | Ladda upp en bild av detta fornminne |
| Tranum 25:1 | Hällristning     |              | Tranum, Västergötland |       | 58.457399, 12.872408 | 10206300250001 | Ladda upp en bild av detta fornminne |
| Tranum 25:2 | Hällristning     |              | Tranum, Västergötland |       | 58.457505, 12.872024 | 10206300250002 | Ladda upp en bild av detta fornminne |

## Trässberg
| Namn                         | Lämningstyp      | Tillkomsttid | Historisk indelning      | Plats | Läge                 | ID-nr          | Bild                                 |
| ---------------------------- | ---------------- | ------------ | ------------------------ | ----- | -------------------- | -------------- | ------------------------------------ |
| Rycka kyrka (Trässberg 10:1) | Begravningsplats |              | Trässberg, Västergötland |       | 58.399063, 13.083116 | 10206500100001 | Ladda upp en bild av detta fornminne |

## Tun
| Namn                      | Lämningstyp  | Tillkomsttid | Historisk indelning | Plats | Läge                 | ID-nr          | Bild                                      |
| ------------------------- | ------------ | ------------ | ------------------- | ----- | -------------------- | -------------- | ----------------------------------------- |
| Tun 1:1                   | Hög          |              | Tun, Västergötland  |       | 58.431705, 12.735718 | 10206900010001 | Ladda upp en till bild av detta fornminne |
| Tun 1:2                   | Borg         |              | Tun, Västergötland  |       | 58.431694, 12.736097 | 10206900010002 | Ladda upp en bild av detta fornminne      |
| Tun 2:1                   | Runristning  |              | Tun, Västergötland  |       | 58.431472, 12.736526 | 10206900020001 | Ladda upp en bild av detta fornminne      |
| Tun 3:1                   | Minnesmärke  |              | Tun, Västergötland  |       | 58.430886, 12.737391 | 10206900030001 | Ladda upp en bild av detta fornminne      |
| Tun 3:2                   | Hällristning |              | Tun, Västergötland  |       | 58.430886, 12.737391 | 10206900030002 | Ladda upp en bild av detta fornminne      |
| Tun 4:1                   | Gravfält     |              | Tun, Västergötland  |       | 58.428052, 12.731947 | 10206900040001 | Ladda upp en bild av detta fornminne      |
| Stenkullen (Tun 5:1)      | Röse         |              | Tun, Västergötland  |       | 58.428812, 12.732154 | 10206900050001 | Ladda upp en till bild av detta fornminne |
| Tun 6:1                   | Stenkrets    |              | Tun, Västergötland  |       | 58.430257, 12.774937 | 10206900060001 | Ladda upp en bild av detta fornminne      |
| Tun 6:2                   | Röse         |              | Tun, Västergötland  |       | 58.430473, 12.775322 | 10206900060002 | Ladda upp en bild av detta fornminne      |
| Tun 7:1                   | Hög          |              | Tun, Västergötland  |       | 58.429863, 12.775439 | 10206900070001 | Ladda upp en bild av detta fornminne      |
| Tun 10:1                  | Stensättning |              | Tun, Västergötland  |       | 58.427199, 12.773684 | 10206900100001 | Ladda upp en bild av detta fornminne      |
| Tun 12:1                  | Minnesmärke  |              | Tun, Västergötland  |       | 58.419847, 12.780703 | 10206900120001 | Ladda upp en bild av detta fornminne      |
| Tun 13:1                  | Minnesmärke  |              | Tun, Västergötland  |       | 58.419394, 12.781826 | 10206900130001 | Ladda upp en bild av detta fornminne      |
| Tun 14:1                  | Hög          |              | Tun, Västergötland  |       | 58.415545, 12.778634 | 10206900140001 | Ladda upp en bild av detta fornminne      |
| Tun 16:1                  | Stensättning |              | Tun, Västergötland  |       | 58.413468, 12.778952 | 10206900160001 | Ladda upp en bild av detta fornminne      |
| Tun 16:2                  | Stensättning |              | Tun, Västergötland  |       | 58.413334, 12.779250 | 10206900160002 | Ladda upp en bild av detta fornminne      |
| Tun 17:1                  | Gravfält     |              | Tun, Västergötland  |       | 58.412257, 12.784448 | 10206900170001 | Ladda upp en bild av detta fornminne      |
| Tun 18:1                  | Hög          |              | Tun, Västergötland  |       | 58.442646, 12.682457 | 10206900180001 | Ladda upp en bild av detta fornminne      |
| Tun 19:1                  | Hög          |              | Tun, Västergötland  |       | 58.443319, 12.688661 | 10206900190001 | Ladda upp en bild av detta fornminne      |
| Tun 20:1                  | Hög          |              | Tun, Västergötland  |       | 58.443004, 12.690406 | 10206900200001 | Ladda upp en bild av detta fornminne      |
| Tun 20:2                  | Stensättning |              | Tun, Västergötland  |       | 58.442914, 12.690235 | 10206900200002 | Ladda upp en bild av detta fornminne      |
| "Vikingahagen" (Tun 21:1) | Gravfält     |              | Tun, Västergötland  |       | 58.439384, 12.684198 | 10206900210001 | Ladda upp en bild av detta fornminne      |
| Tun 23:1                  | Gravfält     |              | Tun, Västergötland  |       | 58.440152, 12.688899 | 10206900230001 | Ladda upp en bild av detta fornminne      |
| Tun 24:1                  | Stenkrets    |              | Tun, Västergötland  |       | 58.448585, 12.669091 | 10206900240001 | Ladda upp en bild av detta fornminne      |
| Tun 24:2                  | Stenkrets    |              | Tun, Västergötland  |       | 58.448750, 12.669153 | 10206900240002 | Ladda upp en bild av detta fornminne      |
| Tun 36:1                  | Stensättning |              | Tun, Västergötland  |       | 58.459234, 12.740114 | 10206900360001 | Ladda upp en bild av detta fornminne      |
| Tun 43:1                  | Hällristning |              | Tun, Västergötland  |       | 58.441545, 12.701880 | 10206900430001 | Ladda upp en bild av detta fornminne      |
| Tun 43:2                  | Hällristning |              | Tun, Västergötland  |       | 58.441496, 12.701823 | 10206900430002 | Ladda upp en bild av detta fornminne      |
| Tun 43:3                  | Hällristning |              | Tun, Västergötland  |       | 58.441487, 12.701746 | 10206900430003 | Ladda upp en bild av detta fornminne      |
| Tun 47:1                  | Gravfält     |              | Tun, Västergötland  |       | 58.432939, 12.722189 | 10206900470001 | Ladda upp en bild av detta fornminne      |
| Tun 50:1                  | Stensättning |              | Tun, Västergötland  |       | 58.416916, 12.762912 | 10206900500001 | Ladda upp en bild av detta fornminne      |
| Tun 50:2                  | Stensättning |              | Tun, Västergötland  |       | 58.416859, 12.763094 | 10206900500002 | Ladda upp en bild av detta fornminne      |
| Tun 52:1                  | Stensättning |              | Tun, Västergötland  |       | 58.422382, 12.786616 | 10206900520001 | Ladda upp en bild av detta fornminne      |
| Tun 52:2                  | Hällristning |              | Tun, Västergötland  |       | 58.422271, 12.786439 | 10206900520002 | Ladda upp en bild av detta fornminne      |
| Tun 55:1                  | Stensättning |              | Tun, Västergötland  |       | 58.415921, 12.779541 | 10206900550001 | Ladda upp en bild av detta fornminne      |
| Tun 60:1                  | Stensättning |              | Tun, Västergötland  |       | 58.418207, 12.773390 | 10206900600001 | Ladda upp en bild av detta fornminne      |
| Tun 60:2                  | Stensättning |              | Tun, Västergötland  |       | 58.418340, 12.773391 | 10206900600002 | Ladda upp en bild av detta fornminne      |
| Tun 61:1                  | Hög          |              | Tun, Västergötland  |       | 58.419218, 12.771888 | 10206900610001 | Ladda upp en bild av detta fornminne      |
| Tun 62:1                  | Gravfält     |              | Tun, Västergötland  |       | 58.416394, 12.776401 | 10206900620001 | Ladda upp en bild av detta fornminne      |
| Tun 63:1                  | Gravfält     |              | Tun, Västergötland  |       | 58.416197, 12.783143 | 10206900630001 | Ladda upp en bild av detta fornminne      |
| Tun 66:1                  | Stensättning |              | Tun, Västergötland  |       | 58.421163, 12.778113 | 10206900660001 | Ladda upp en bild av detta fornminne      |
| Tun 66:2                  | Stenkrets    |              | Tun, Västergötland  |       | 58.421464, 12.777975 | 10206900660002 | Ladda upp en bild av detta fornminne      |
| Tun 66:3                  | Stensättning |              | Tun, Västergötland  |       | 58.421724, 12.777860 | 10206900660003 | Ladda upp en bild av detta fornminne      |
| Tun 69:1                  | Hällristning |              | Tun, Västergötland  |       | 58.420644, 12.789018 | 10206900690001 | Ladda upp en bild av detta fornminne      |
| Tun 69:2                  | Hällristning |              | Tun, Västergötland  |       | 58.420554, 12.788863 | 10206900690002 | Ladda upp en bild av detta fornminne      |
| Tun 70:1                  | Stensättning |              | Tun, Västergötland  |       | 58.421366, 12.789643 | 10206900700001 | Ladda upp en bild av detta fornminne      |
| Tun 70:2                  | Hällristning |              | Tun, Västergötland  |       | 58.421366, 12.789804 | 10206900700002 | Ladda upp en bild av detta fornminne      |
| Tun 72:1                  | Hällristning |              | Tun, Västergötland  |       | 58.419486, 12.788959 | 10206900720001 | Ladda upp en bild av detta fornminne      |
| Tun 73:1                  | Hällristning |              | Tun, Västergötland  |       | 58.419989, 12.789699 | 10206900730001 | Ladda upp en bild av detta fornminne      |
| Tun 73:2                  | Hällristning |              | Tun, Västergötland  |       | 58.420083, 12.789822 | 10206900730002 | Ladda upp en bild av detta fornminne      |
| Tun 73:3                  | Hällristning |              | Tun, Västergötland  |       | 58.420005, 12.790010 | 10206900730003 | Ladda upp en bild av detta fornminne      |
| Tun 74:1                  | Hällristning |              | Tun, Västergötland  |       | 58.418429, 12.783613 | 10206900740001 | Ladda upp en bild av detta fornminne      |
| Tun 74:2                  | Hällristning |              | Tun, Västergötland  |       | 58.418541, 12.783683 | 10206900740002 | Ladda upp en bild av detta fornminne      |
| Tun 75:1                  | Stensättning |              | Tun, Västergötland  |       | 58.418209, 12.786238 | 10206900750001 | Ladda upp en bild av detta fornminne      |
| Tun 75:2                  | Hällristning |              | Tun, Västergötland  |       | 58.418224, 12.786425 | 10206900750002 | Ladda upp en bild av detta fornminne      |
| Tun 76:1                  | Hällristning |              | Tun, Västergötland  |       | 58.416467, 12.787637 | 10206900760001 | Ladda upp en bild av detta fornminne      |
| Tun 77:1                  | Hällristning |              | Tun, Västergötland  |       | 58.419889, 12.791463 | 10206900770001 | Ladda upp en bild av detta fornminne      |
| Tun 78:1                  | Hällristning |              | Tun, Västergötland  |       | 58.419277, 12.792916 | 10206900780001 | Ladda upp en bild av detta fornminne      |
| Tun 78:2                  | Hällristning |              | Tun, Västergötland  |       | 58.419278, 12.793049 | 10206900780002 | Ladda upp en bild av detta fornminne      |
| Tun 78:3                  | Hällristning |              | Tun, Västergötland  |       | 58.419450, 12.792331 | 10206900780003 | Ladda upp en bild av detta fornminne      |
| Tun 78:4                  | Hällristning |              | Tun, Västergötland  |       | 58.419506, 12.791906 | 10206900780004 | Ladda upp en bild av detta fornminne      |
| Tun 79:1                  | Hällristning |              | Tun, Västergötland  |       | 58.416329, 12.792156 | 10206900790001 | Ladda upp en bild av detta fornminne      |
| Tun 80:1                  | Hällristning |              | Tun, Västergötland  |       | 58.415163, 12.793920 | 10206900800001 | Ladda upp en bild av detta fornminne      |
| Tun 82:1                  | Hällristning |              | Tun, Västergötland  |       | 58.430849, 12.777491 | 10206900820001 | Ladda upp en bild av detta fornminne      |
| Tun 85:1                  | Hällristning |              | Tun, Västergötland  |       | 58.435599, 12.768111 | 10206900850001 | Ladda upp en bild av detta fornminne      |
| Friel 14:1                | Stensättning |              | Tun, Västergötland  |       | 58.439838, 12.767331 | 10189700140001 | Ladda upp en bild av detta fornminne      |

## Tådene
| Namn                  | Lämningstyp                 | Tillkomsttid | Historisk indelning   | Plats | Läge                 | ID-nr          | Bild                                 |
| --------------------- | --------------------------- | ------------ | --------------------- | ----- | -------------------- | -------------- | ------------------------------------ |
| Tådene 1:1            | Hällristning                |              | Tådene, Västergötland |       | 58.461809, 12.832598 | 10207000010001 | Ladda upp en bild av detta fornminne |
| Tådene 1:2            | Hällristning                |              | Tådene, Västergötland |       | 58.461778, 12.832788 | 10207000010002 | Ladda upp en bild av detta fornminne |
| Tådene 2:1            | Stensättning                |              | Tådene, Västergötland |       | 58.469792, 12.843085 | 10207000020001 | Ladda upp en bild av detta fornminne |
| Tådene 4:1            | Stensättning                |              | Tådene, Västergötland |       | 58.460466, 12.821953 | 10207000040001 | Ladda upp en bild av detta fornminne |
| Tådene 5:1            | Hällristning                |              | Tådene, Västergötland |       | 58.454437, 12.808624 | 10207000050001 | Ladda upp en bild av detta fornminne |
| Tådene 5:4            | Hällristning                |              | Tådene, Västergötland |       | 58.454592, 12.808742 | 10207000050004 | Ladda upp en bild av detta fornminne |
| Tådene 7:1            | Hög                         |              | Tådene, Västergötland |       | 58.477333, 12.843593 | 10207000070001 | Ladda upp en bild av detta fornminne |
| Tådene 7:2            | Hög                         |              | Tådene, Västergötland |       | 58.477252, 12.843088 | 10207000070002 | Ladda upp en bild av detta fornminne |
| Tådene 8:1            | Stensättning                |              | Tådene, Västergötland |       | 58.486499, 12.853281 | 10207000080001 | Ladda upp en bild av detta fornminne |
| Tådene 9:1            | Stensättning                |              | Tådene, Västergötland |       | 58.480505, 12.859970 | 10207000090001 | Ladda upp en bild av detta fornminne |
| Tådene 9:2            | Stensättning                |              | Tådene, Västergötland |       | 58.480351, 12.859762 | 10207000090002 | Ladda upp en bild av detta fornminne |
| Tådene 11:1           | Hällristning                |              | Tådene, Västergötland |       | 58.479621, 12.859126 | 10207000110001 | Ladda upp en bild av detta fornminne |
| Tådene 13:1           | Stensättning                |              | Tådene, Västergötland |       | 58.482580, 12.870693 | 10207000130001 | Ladda upp en bild av detta fornminne |
| Tådene 14:1           | Stensättning                |              | Tådene, Västergötland |       | 58.481670, 12.871670 | 10207000140001 | Ladda upp en bild av detta fornminne |
| Tådene 15:1           | Stensättning                |              | Tådene, Västergötland |       | 58.480567, 12.870598 | 10207000150001 | Ladda upp en bild av detta fornminne |
| Tådene 15:2           | Hög                         |              | Tådene, Västergötland |       | 58.480927, 12.871108 | 10207000150002 | Ladda upp en bild av detta fornminne |
| Tådene 16:1           | Hög                         |              | Tådene, Västergötland |       | 58.479176, 12.876846 | 10207000160001 | Ladda upp en bild av detta fornminne |
| Tådene 17:1           | Hög                         |              | Tådene, Västergötland |       | 58.477624, 12.875263 | 10207000170001 | Ladda upp en bild av detta fornminne |
| Tådene 17:2           | Stenkrets                   |              | Tådene, Västergötland |       | 58.477713, 12.874925 | 10207000170002 | Ladda upp en bild av detta fornminne |
| Tådene 18:1           | Stensättning                |              | Tådene, Västergötland |       | 58.477162, 12.870067 | 10207000180001 | Ladda upp en bild av detta fornminne |
| Tådene 19:1           | Stensättning                |              | Tådene, Västergötland |       | 58.474863, 12.867429 | 10207000190001 | Ladda upp en bild av detta fornminne |
| Tådene 20:1           | Stensättning                |              | Tådene, Västergötland |       | 58.480954, 12.801899 | 10207000200001 | Ladda upp en bild av detta fornminne |
| Tådene 25:1           | Hög                         |              | Tådene, Västergötland |       | 58.475286, 12.843507 | 10207000250001 | Ladda upp en bild av detta fornminne |
| Tådene 33:1           | Stensättning                |              | Tådene, Västergötland |       | 58.482985, 12.801938 | 10207000330001 | Ladda upp en bild av detta fornminne |
| Tådene 33:2           | Stensättning                |              | Tådene, Västergötland |       | 58.483003, 12.801613 | 10207000330002 | Ladda upp en bild av detta fornminne |
| Tådene 34:1           | Stensättning                |              | Tådene, Västergötland |       | 58.484400, 12.794298 | 10207000340001 | Ladda upp en bild av detta fornminne |
| Tådene 35:1           | Stensättning                |              | Tådene, Västergötland |       | 58.484205, 12.785227 | 10207000350001 | Ladda upp en bild av detta fornminne |
| Tådene 36:1           | Stensättning                |              | Tådene, Västergötland |       | 58.484687, 12.771341 | 10207000360001 | Ladda upp en bild av detta fornminne |
| Höga sten (Friel 6:1) | Grav markerad av sten/block |              | Tådene, Västergötland |       | 58.461727, 12.802466 | 10189700060001 | Ladda upp en bild av detta fornminne |

## Uvered
| Namn       | Lämningstyp      | Tillkomsttid | Historisk indelning   | Plats | Läge                 | ID-nr          | Bild                                      |
| ---------- | ---------------- | ------------ | --------------------- | ----- | -------------------- | -------------- | ----------------------------------------- |
| Uvered 1:1 | Stenkrets        |              | Uvered, Västergötland |       | 58.356012, 13.020045 | 10207900010001 | Ladda upp en bild av detta fornminne      |
| Uvered 3:1 | Begravningsplats |              | Uvered, Västergötland |       | 58.333406, 13.009048 | 10207900030001 | Ladda upp en till bild av detta fornminne |

## Väla
| Namn                  | Lämningstyp  | Tillkomsttid | Historisk indelning | Plats | Läge                 | ID-nr          | Bild                                 |
| --------------------- | ------------ | ------------ | ------------------- | ----- | -------------------- | -------------- | ------------------------------------ |
| Väla 1:1              | Stenkrets    |              | Väla, Västergötland |       | 58.470550, 12.960147 | 10209400010001 | Ladda upp en bild av detta fornminne |
| Höge backe (Väla 2:1) | Gravfält     |              | Väla, Västergötland |       | 58.459030, 12.934829 | 10209400020001 | Ladda upp en bild av detta fornminne |
| Väla 8:1              | Hög          |              | Väla, Västergötland |       | 58.458925, 12.947589 | 10209400080001 | Ladda upp en bild av detta fornminne |
| Väla 20:1             | Minnesmärke  |              | Väla, Västergötland |       | 58.471079, 12.930073 | 10209400200001 | Ladda upp en bild av detta fornminne |
| Tomteborg (Väla 45:1) | Stensättning |              | Väla, Västergötland |       | 58.460586, 12.938146 | 10209400450001 | Ladda upp en bild av detta fornminne |
| Väla 46:1             | Stensättning |              | Väla, Västergötland |       | 58.467086, 12.949791 | 10209400460001 | Ladda upp en bild av detta fornminne |
| Väla 46:2             | Stensättning |              | Väla, Västergötland |       | 58.467188, 12.949547 | 10209400460002 | Ladda upp en bild av detta fornminne |

## Örslösa
| Namn                                 | Lämningstyp                 | Tillkomsttid | Historisk indelning    | Plats | Läge                 | ID-nr          | Bild                                 |
| ------------------------------------ | --------------------------- | ------------ | ---------------------- | ----- | -------------------- | -------------- | ------------------------------------ |
| Örslösa 1:1                          | Stensättning                |              | Örslösa, Västergötland |       | 58.519128, 13.033404 | 10210900010001 | Ladda upp en bild av detta fornminne |
| Örslösa 2:1                          | Stensättning                |              | Örslösa, Västergötland |       | 58.510822, 13.021354 | 10210900020001 | Ladda upp en bild av detta fornminne |
| Örslösa 3:1                          | Gravfält                    |              | Örslösa, Västergötland |       | 58.508307, 13.012513 | 10210900030001 | Ladda upp en bild av detta fornminne |
| Örslösa 4:2                          | Stenkrets                   |              | Örslösa, Västergötland |       | 58.508293, 13.014565 | 10210900040002 | Ladda upp en bild av detta fornminne |
| Örslösa 5:1                          | Gravfält                    |              | Örslösa, Västergötland |       | 58.508410, 13.015952 | 10210900050001 | Ladda upp en bild av detta fornminne |
| Örslösa 7:1                          | Hög                         |              | Örslösa, Västergötland |       | 58.511434, 13.007275 | 10210900070001 | Ladda upp en bild av detta fornminne |
| Örslösa 8:1                          | Stensättning                |              | Örslösa, Västergötland |       | 58.514907, 13.005718 | 10210900080001 | Ladda upp en bild av detta fornminne |
| Örslösa 9:1                          | Hällristning                |              | Örslösa, Västergötland |       | 58.512991, 12.985503 | 10210900090001 | Ladda upp en bild av detta fornminne |
| Örslösa 11:1                         | Stensättning                |              | Örslösa, Västergötland |       | 58.513262, 12.978619 | 10210900110001 | Ladda upp en bild av detta fornminne |
| Örslösa 11:2                         | Stensättning                |              | Örslösa, Västergötland |       | 58.512727, 12.978431 | 10210900110002 | Ladda upp en bild av detta fornminne |
| Örslösa 13:1                         | Stensättning                |              | Örslösa, Västergötland |       | 58.517573, 12.996677 | 10210900130001 | Ladda upp en bild av detta fornminne |
| Örslösa 16:1                         | Stenkrets                   |              | Örslösa, Västergötland |       | 58.525342, 13.004857 | 10210900160001 | Ladda upp en bild av detta fornminne |
| Örslösa 16:2                         | Stensättning                |              | Örslösa, Västergötland |       | 58.525273, 13.004668 | 10210900160002 | Ladda upp en bild av detta fornminne |
| Örslösa 17:1                         | Hällristning                |              | Örslösa, Västergötland |       | 58.519259, 12.996237 | 10210900170001 | Ladda upp en bild av detta fornminne |
| Örslösa 20:2                         | Stensättning                |              | Örslösa, Västergötland |       | 58.502088, 13.034564 | 10210900200002 | Ladda upp en bild av detta fornminne |
| Örslösa 22:1                         | Stensättning                |              | Örslösa, Västergötland |       | 58.503351, 13.020076 | 10210900220001 | Ladda upp en bild av detta fornminne |
| Örslösa 23:1                         | Stensättning                |              | Örslösa, Västergötland |       | 58.502437, 13.018674 | 10210900230001 | Ladda upp en bild av detta fornminne |
| "Kaggesten", Högesten (Örslösa 33:1) | Grav markerad av sten/block |              | Örslösa, Västergötland |       | 58.510314, 12.943617 | 10210900330001 | Ladda upp en bild av detta fornminne |
| Örslösa 35:1                         | Stensättning                |              | Örslösa, Västergötland |       | 58.500704, 12.941810 | 10210900350001 | Ladda upp en bild av detta fornminne |
| Örslösa 36:1                         | Stensättning                |              | Örslösa, Västergötland |       | 58.502454, 12.925652 | 10210900360001 | Ladda upp en bild av detta fornminne |
| Örslösa 36:2                         | Stensättning                |              | Örslösa, Västergötland |       | 58.502509, 12.925489 | 10210900360002 | Ladda upp en bild av detta fornminne |
| Örslösa 36:3                         | Stensättning                |              | Örslösa, Västergötland |       | 58.502544, 12.925269 | 10210900360003 | Ladda upp en bild av detta fornminne |
| Örslösa 36:4                         | Stensättning                |              | Örslösa, Västergötland |       | 58.502675, 12.924675 | 10210900360004 | Ladda upp en bild av detta fornminne |
| Örslösa 37:1                         | Gravfält                    |              | Örslösa, Västergötland |       | 58.499952, 12.924310 | 10210900370001 | Ladda upp en bild av detta fornminne |
| Örslösa 39:1                         | Stensättning                |              | Örslösa, Västergötland |       | 58.512784, 13.007124 | 10210900390001 | Ladda upp en bild av detta fornminne |
| Örslösa 45:1                         | Stensättning                |              | Örslösa, Västergötland |       | 58.533418, 13.034718 | 10210900450001 | Ladda upp en bild av detta fornminne |
| Örslösa 47:1                         | Stensättning                |              | Örslösa, Västergötland |       | 58.498762, 13.013357 | 10210900470001 | Ladda upp en bild av detta fornminne |
| Örslösa 50:1                         | Röse                        |              | Örslösa, Västergötland |       | 58.498404, 12.915716 | 10210900500001 | Ladda upp en bild av detta fornminne |
| Örslösa 52:1                         | Stensättning                |              | Örslösa, Västergötland |       | 58.499054, 12.922168 | 10210900520001 | Ladda upp en bild av detta fornminne |
| Örslösa 58:1                         | Stensättning                |              | Örslösa, Västergötland |       | 58.503332, 12.918179 | 10210900580001 | Ladda upp en bild av detta fornminne |
| Örslösa 75:1                         | Stenkrets                   |              | Örslösa, Västergötland |       | 58.527690, 12.995835 | 10210900750001 | Ladda upp en bild av detta fornminne |